# Albert Speer

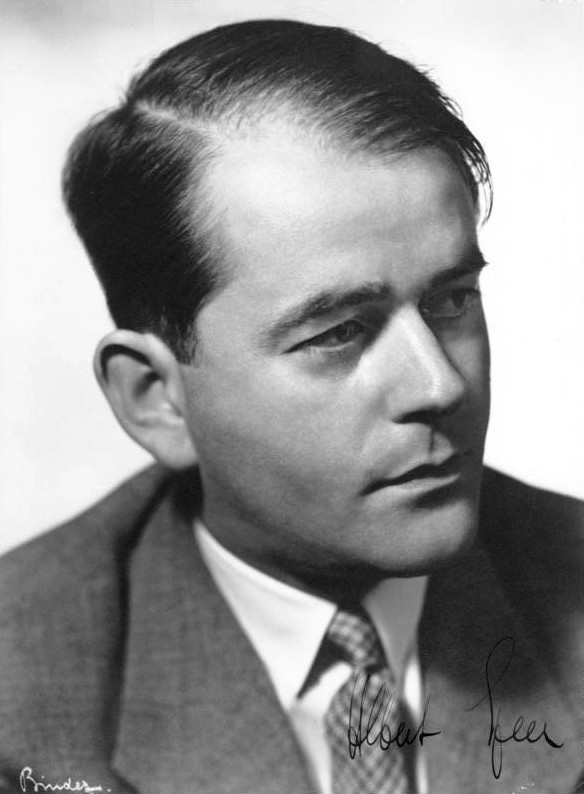
Albert Speer (1933)

Berthold Konrad Hermann Albert Speer (* 19. März 1905 in Mannheim; † 1. September 1981 in London) war ein deutscher Architekt und trug in der Zeit des Nationalsozialismus als Reichsminister für Bewaffnung und Munition ab 1942 wesentlich zur Verlängerung des Krieges bei. Zuvor übte der Vertraute Adolf Hitlers seit 1933 großen Einfluss auf die Architektur im Nationalsozialismus aus. Nach dem Krieg gelang es ihm erfolgreich, sich als reumütigen und an den Verbrechen des NS-Regimes weitgehend unbeteiligten Funktionär darzustellen und seine wahre Rolle zu verschleiern. Daher wurde er im Nürnberger Prozess gegen die Hauptkriegsverbrecher nicht zum Tode, sondern zu 20 Jahren Gefängnis verurteilt.
Der ehrgeizige Architekt, seit 1931 Mitglied der NSDAP, suchte gezielt die Nähe Hitlers und machte seit 1933 in dessen Windschatten Karriere. Als Generalbauinspektor für die Reichshauptstadt plante er ab 1937 den Umbau Berlins und leitete zahlreiche Monumentalbauvorhaben Hitlers, darunter auch den Bau der Neuen Reichskanzlei, die den NS-Herrschaftsanspruch unterstreichen sollten. Als Rüstungsminister Fritz Todt am 8. Februar 1942 bei einem Flugzeugabsturz starb, wurde Speer sein Nachfolger. Es gelang ihm, trotz zunehmender Luftangriffe der Alliierten, die deutsche Gesamtproduktion bis zum Kriegsende jährlich weiter zu erhöhen. Damit verlängerte er die deutsche Kriegsführung, die insbesondere im letzten Kriegsjahr unverhältnismäßig hohe Opferzahlen forderte. Zudem war er für die Ausbeutung von sieben Millionen Zwangsarbeitern mitverantwortlich, darunter etwa 450.000 KZ-Häftlinge, und nahm Einfluss auf Betrieb und Ausbau von Konzentrationslagern. Speer gehörte zu den 24 Angeklagten vor dem Internationalen Militärgerichtshof, dem aber wichtige Teile von Speers Aktivitäten verborgen blieben. 1946 wurde er wegen Kriegsverbrechen und Verbrechen gegen die Menschlichkeit schuldig gesprochen und zu 20 Jahren Haft verurteilt. Diese saß er vollständig im Kriegsverbrechergefängnis Spandau ab.
Insbesondere wegen seiner nach der Haft publizierten, stark geschönten autobiographischen Schriften und der darin enthaltenen Rechtfertigung seiner Weltanschauung, der Beteiligung am Bau von Konzentrations- und Massenvernichtungslagern, als einer der Haupttäter an den nationalsozialistischen Verbrechen sowie aufgrund der Bereicherung an jüdischen Notverkäufen („Arisierung“) wird Speer als Zeitzeuge im Allgemeinen als nicht vertrauenswürdig befunden.

## Leben und Wirken

### Jugend und Ausbildung

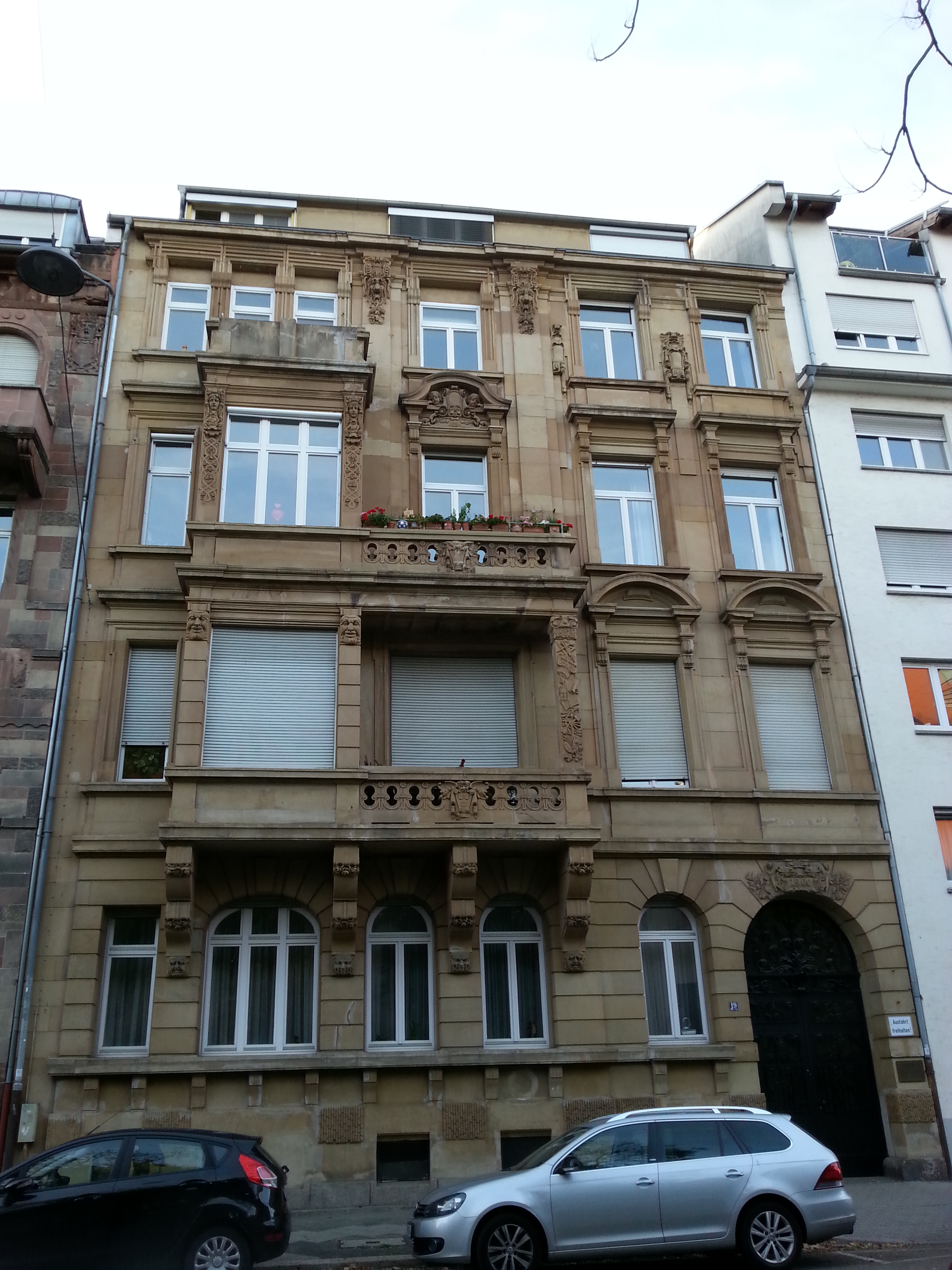
Speers Elternhaus in Mannheim (Stresemannstraße 19, damals Prinz-Wilhelm-Straße 19), erbaut 1900 nach einem Entwurf seines Vaters

Speer entstammte einem großbürgerlichen Elternhaus in Mannheim. Bereits sein Vater Albert Friedrich Speer und sein Großvater waren Architekten. Sein älterer Bruder hieß Hermann (* 1902; † 1980), sein jüngerer Ernst (* 1906, 1943 in Stalingrad vermisst).  In Mannheim besuchte er zwischen 1911 und 1918 zunächst eine Privatschule und anschließend den Realschulzweig der Lessing-Schule, eines Realgymnasiums mit Realschule (heute Lessing-Gymnasium).  Nach der Übersiedlung der Familie nach Heidelberg 1918 besuchte er die dortige Oberrealschule, das heutige Helmholtz-Gymnasium. Er studierte auf Drängen des Vaters Architektur, zunächst an der Universität Karlsruhe und von Frühjahr 1924 bis Sommer 1925 an der Technischen Hochschule München. Im Herbst 1925 wechselte Speer an die Technische Hochschule Berlin. Nachdem er sich vergeblich bemüht hatte, in das Seminar von Hans Poelzig aufgenommen zu werden, studierte er ab 1926 bei Heinrich Tessenow. Nach dem Diplom 1927 wurde Speer dessen Assistent und blieb es bis Anfang 1932.

### Hinwendung zum Nationalsozialismus

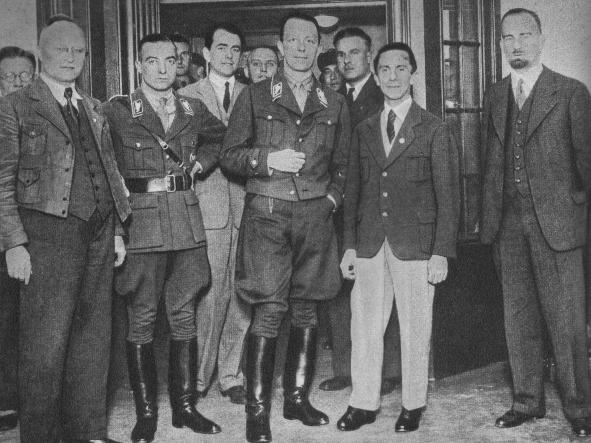
Speer (Hintergrund mittig im Anzug) im Kreise der NSDAP-Gauleitung Berlins. Gruppenporträt anlässlich des von ihm geleiteten Umbaus des Berliner Gauhauses 1932. Im Vordergrund (v. l. n. r.) Hans Meinshausen, Karl Ernst, Wolf-Heinrich von Helldorff, Joseph Goebbels und sein Förderer Karl Hanke

In dieser Zeit fanden im Lichthof der Hochschule fast täglich politische Kundgebungen statt. Die Hochschule selbst war eine Hochburg von Nationalsozialisten. In Speers Fachbereich wählten etwa zwei Drittel der Studenten „braun“.
Speers Hinwendung zum Nationalsozialismus erfolgte aus eigenem Antrieb. Zielstrebig und eifrig war jeder Schritt seines Einsatzes für die Herrschaft Hitlers, gegen Juden, politische Gegner und Minderheiten. Er wollte bewusst nicht – wie sein Vater – Miets- und Privathäuser, Gewerbebauten, Villen oder vereinzelt auch mal öffentliche Gebäude errichten. Er hätte dies problemlos tun können, denn als Sohn reicher Eltern war er finanziell unabhängig. Dies unterschied ihn schon ganz zu Anfang von den meisten Mitgliedern der sich etablierenden NS-Funktionselite, welche ihre NS-Überzeugung oft mit dem Wunsch nach Versorgungssicherheit für Familienangehörige entwickelten.
Speer behauptete nach dem Krieg in seinen Erinnerungen, sein Interesse am Nationalsozialismus sei im Dezember 1930 entstanden. Seine Studenten hätten ihn in einen Saal an der Hasenheide zu einer Kundgebung Hitlers vor Berliner Professoren und Studenten mitgenommen. Er habe eine „Rede ohne Gebrüll“ gehört. Später behauptete er, „die Magie der Stimme“ habe ihn nicht mehr freigegeben. Dabei war Speer schon im April 1930 Mitglied einer nationalsozialistischen Organisation geworden, des Nationalsozialistischen Automobilkorps (NSAK), das später im NSKK aufging. Im Herbst 1930 erhielt Speer den ersten Bauauftrag einer nationalsozialistischen Organisation. Der Leiter der NS-Kreisleitung West in Berlin, Karl Hanke, beauftragte ihn, ohne Honorar eine angemietete Villa in Berlin-Grunewald in ein Parteibüro umzubauen. Im Januar 1931 trat Speer der NSDAP (Mitgliedsnummer 474.481) bei. Im selben Jahr wurde er Mitglied der SA, wechselte aber 1932 von der SA zur Motor-SS (SS-Nummer 46.104).
Kurz vor der Reichstagswahl am 31. Juli 1932 erhielt Speer von Joseph Goebbels den Auftrag, das gerade von der NSDAP erworbene neue Gauhaus in der Voßstraße 10 für Parteizwecke umzubauen. Sein Entwurf entsprach dem Repräsentationsbedürfnis der schnell wachsenden Partei. Goebbels war „begeistert“. Anschließend verließ Speer mangels Aufträgen Berlin und ging zurück nach Mannheim, wo er sich als Architekt niederließ. Auch hier erhielt er jedoch keine Aufträge.
Nach der Reichstagswahl am 5. März 1933 ernannte Hitler Joseph Goebbels zum Reichsminister für Volksaufklärung und Propaganda. Goebbels erhielt das bisherige Gebäude der Regierungspressestelle, das Leopold-Palais am Wilhelmplatz (gegenüber der Reichskanzlei – ein klassizistisches Gebäude aus dem 18. Jahrhundert, das später von Schinkel umgebaut worden war) als Sitz für sein Ministerium. Wieder wurde ein Architekt gesucht, der es innenarchitektonisch gestalten konnte. Speer selbst schrieb, er habe das Gebäude ohne größere Rücksichtnahme auf die historische Bausubstanz in der von Hitler und Goebbels gewünschten Weise umbauen lassen. Den Auftrag hatte Speer über seine Beziehungen zu Karl Hanke erhalten.

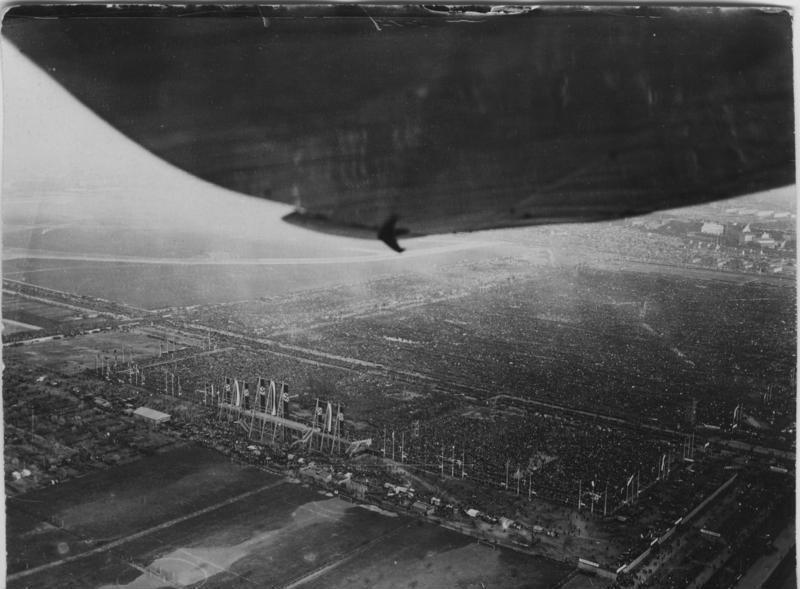
Flugzeugaufnahme vom Tempelhofer Feld (1. Mai 1933)

Von Goebbels, erneut unter dem Einfluss von Hanke, erhielt er wenig später auch den Auftrag, das Aufmarschgelände auf dem Tempelhofer Feld für einen der ersten NS-Massenaufmärsche am 1. Mai 1933 („Tag der nationalen Arbeit“) propagandistisch herzurichten. Speer ließ sechs große Hakenkreuzfahnen und drei Fahnen mit den kaiserzeitlichen Farben schwarz-weiß-rot hinter einer großen Rednertribüne (mit Platz für die gesamte Parteiführerschaft) aufhängen. Damit wurde er zum Kulissen-Ausstatter der Großaufmärsche im NS-Staat. Goebbels beauftragte den als linientreu erkannten Speer bald auch damit, seine eigene Dienstwohnung an der Königgrätzer Straße (heute Ebertstraße) südlich des Brandenburger Tors innenarchitektonisch in seinem Sinn zu modernisieren. Goebbels war damit zufrieden und schlug Speer nun als architektonischen Gestalter für den geplanten Reichsparteitag in Nürnberg vor. Speers Vorschläge gefielen Hitler. Den Auftrag zum Umbau der Dienstwohnung des Reichskanzlers in der Alten Reichskanzlei erhielt zwar Hitlers damaliger Leibarchitekt, der Münchener Paul Ludwig Troost, doch Speer war ausführender Bauleiter. Im Januar 1934 starb Troost, und Speer übernahm dessen Aufgaben.

### Architekt Hitlers

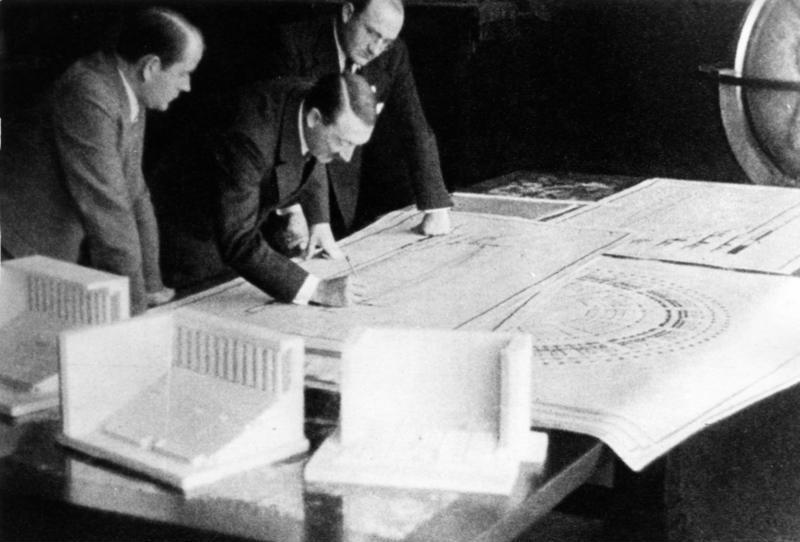
Speer, Hitler, Architekt Ruff mit Bauplänen und Modellen des Reichsparteitagsgeländes in Nürnberg (ca. 1933–1934)

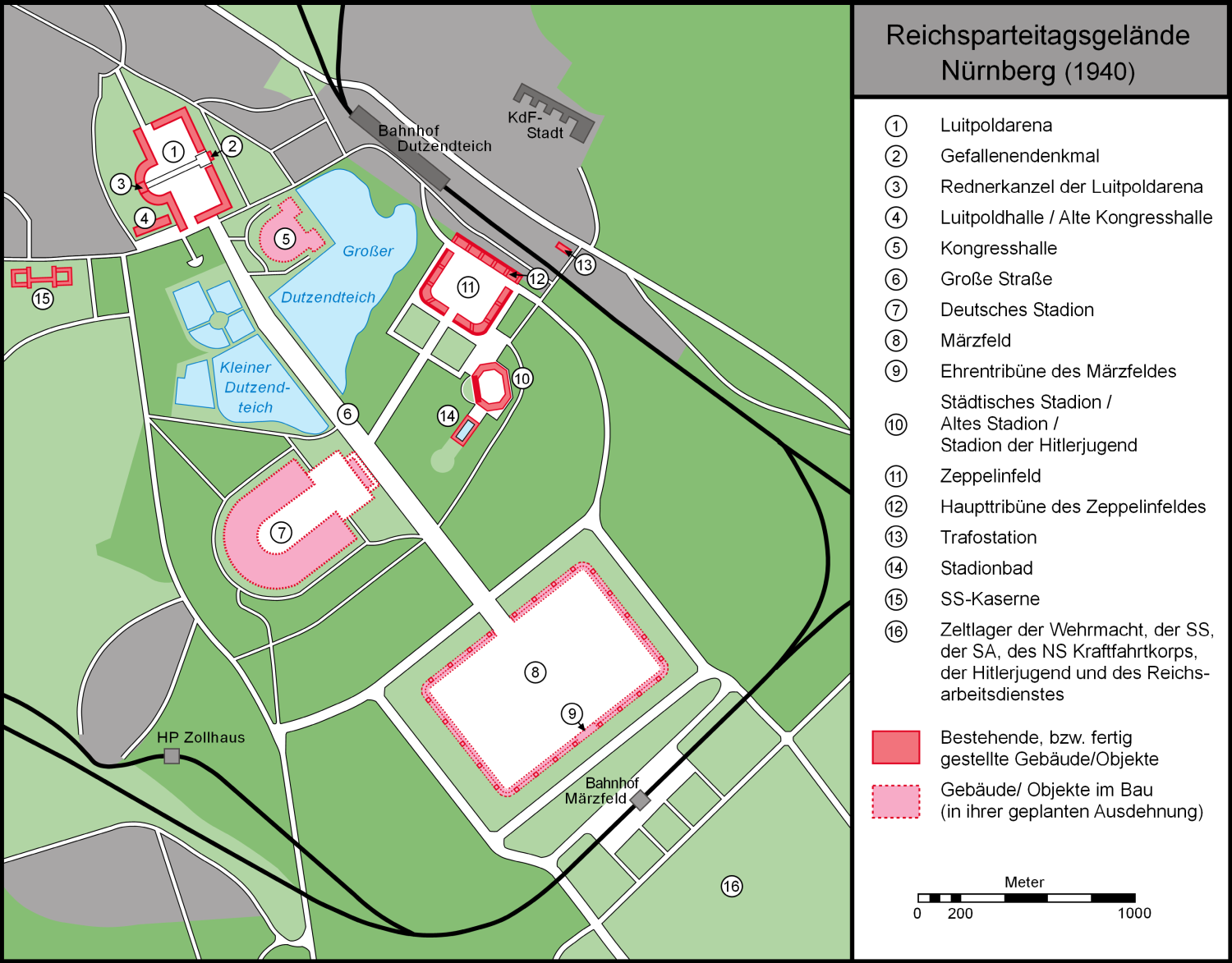
Reichsparteitagsgelände in Nürnberg (um 1940)

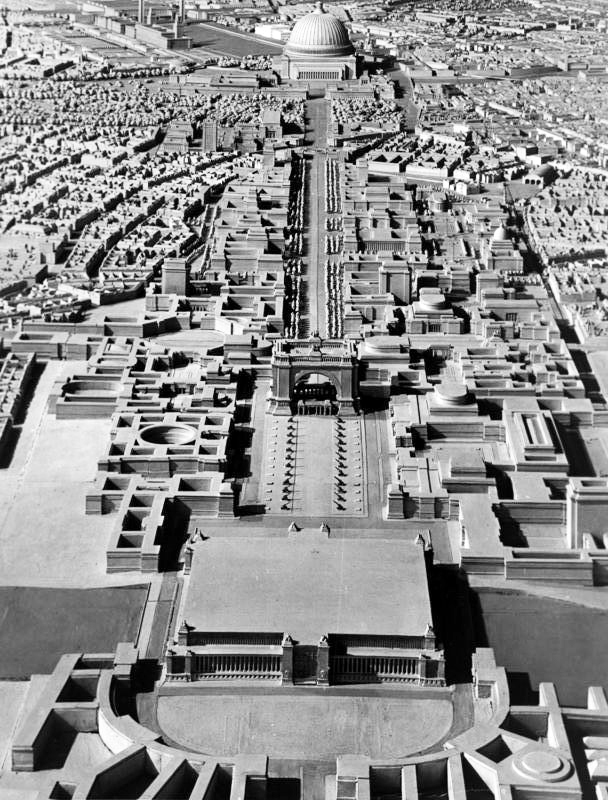
Modell Berlins von 1939 zur Neugestaltung nach Speers Plänen: Blick vom geplanten Südbahnhof über den Triumphbogen bis zur Großen Halle (Nord-Süd-Achse)

Ab 1934/1935 entwarf Speer monumentale Bauten für die Reichsparteitage der NSDAP in Nürnberg; diese wurden aber kriegsbedingt nur zum Teil realisiert. Am 15. November 1935 ernannte Goebbels ihn zum Mitglied des Reichskultursenats. Ab 1935 war er an der zunächst geheimen, 1934 begonnenen Planung der Neuen Reichskanzlei in Berlin beteiligt. Nach großflächigen, vorbereitenden Abrissarbeiten in den beiden Folgejahren begannen 1937 die Bauarbeiten, die sich samt allen weiteren Ausbaumaßnahmen noch bis in die 1940er-Jahre erstreckten. Am 30. Januar 1937 ernannte ihn Hitler zum Generalbauinspektor für die Reichshauptstadt (GBI). Speer war ihm in dieser Funktion unmittelbar unterstellt. Zum Sitz der neu geschaffenen Behörde bestimmte Speer das Palais Arnim, das Hitler zu Fuß über die Ministergärten unauffällig von der Reichskanzlei erreichen konnte. Seine Hauptaufgabe war der Umbau Berlins. Dafür sollte im Spreebogen als größter Kuppelbau der Welt die Große Halle nördlich des Reichstagsgebäudes entstehen, die über die „Nord-Süd-Achse“ mit einem neuen „Südbahnhof“ an der Stelle des heutigen Bahnhofs Südkreuz in Berlin-Schöneberg verbunden werden sollte. Ab 1938 wurden hierfür im Spreebogen und in Berlin-Tempelhof Gebäude abgerissen. Obwohl in Berlin mehr als 100.000 Wohnungen fehlten, sahen die Planungen des GBI vor, in Berlin insgesamt 52.144 Wohnungen für die Neugestaltung abzureißen. Seinem bevorzugten Architekten verlieh Hitler 1936 den Professorentitel.
Speer selbst machte am 14. September 1938 in einer internen Besprechung als Erster den Vorschlag „einer zwangsweisen Ausmietung von Juden“. Er kündigte an, diesen Vorschlag bei Hitler abzuklären. „Speer verfolgte damit aus eigener Initiative eine antisemitische Politik, wie sie ihm normal erschien.“ Da Hitler zustimmte, kam es in der Folge zur Aufhebung von Mietverträgen jüdischer Mieter, Zwangsräumungen und Einweisungen in Judenhäuser sowie die Arisierung jüdischen Grundbesitzes auf Grundlage der Verordnung über den Einsatz des jüdischen Vermögens. Auf diese Weise wurden in den Folgemonaten schätzungsweise 15.000 bis 18.000 Wohnungen „requiriert“.
Nach Kriegsbeginn im September 1939 verfügte Speer einen generellen Stopp des Wohnungsabrisses; jüdische Mieter und Eigentümer wurden aber unvermindert aus ihren Wohnungen vertrieben.
Die von der Organisation Speers angelegten Listen zur Räumung der Berliner Wohnungen von Juden bildeten die Basis für die späteren, im September und Oktober 1941 durchgeführten Deportationen von Berliner Juden nach Riga. In einem Abschlussbericht hieß es, insgesamt seien 75.000 jüdische Personen an verschiedene Orte „umgesiedelt“ worden.
Speers Behörde war an Planung, Genehmigung und Bau der rund 1.000 heute bekannten Zwangsarbeiterlager in und um Berlin – ihre tatsächliche Zahl wird mittlerweile auf über 3.000 geschätzt – maßgeblich beteiligt und betrieb etliche davon in eigener Regie. Nach Siemens und der Reichsbahn war der GBI 1942/43 drittgrößter Betreiber von solchen Lagern im Großraum Berlin. Entsprechend dem Plan des GBI von 1940 sollte der Einsatz der Zwangsarbeiter und Kriegsgefangenen nach dem Krieg auf über 180.000 Menschen ansteigen.
Mit Heinrich Himmler vereinbarte Speer die Herstellung und Lieferung von Baumaterial durch KZ-Häftlinge. Das Kapital für die von der SS gegründete Firma „Deutsche Erd- und Steinwerke GmbH (DEST)“ wurde aus dem Haushalt Speers finanziert. Das Geld floss direkt in den Aufbau des KZ-Systems. Der zinslose Kredit für die SS-Totenkopfverbände war rückzahlbar an Speers Behörde in Form von Steinen. Deshalb wurden fast alle KZs zwischen 1937 und 1942 in der Nähe von Tongruben oder Steinbrüchen gebaut. Nach der Besetzung Frankreichs im Juni 1940 wurde in den Vogesen auf Vorschlag Speers das Konzentrationslager KZ Natzweiler-Struthof errichtet, um den dort vorkommenden roten Granit zu brechen. Auch für das KZ Groß-Rosen in Schlesien legte Speer 1940 den Standort nahe der dortigen Granitvorkommen selbst fest.
Heute vorliegende Akten und Dokumente beweisen, dass die Deportationslisten zwischen Oktober 1941 und März 1943 von Speers Mitarbeitern zusammen mit der Gestapo erstellt wurden. Speer hat die Kenntnis davon bis zu seinem Tod bestritten. Gleichwohl schrieb er in einem Brief vom 13. Dezember 1941 an Martin Bormann, dass die „Aktion in vollem Gange“ sei, und beschwerte sich darüber, dass Bormann „Judenwohnungen“ ausgebombten Berlinern bereitstellen wolle, obwohl doch diese ihm (Speer) zustünden.
Im September 1941 wurde Speer als Nachfolger des verstorbenen „alten Kämpfers“ der NSDAP, Hermann Kriebel, Mitglied des Reichstags.

### Städtebauliche Entwürfe für das „Dritte Reich“ und den Wiederaufbau

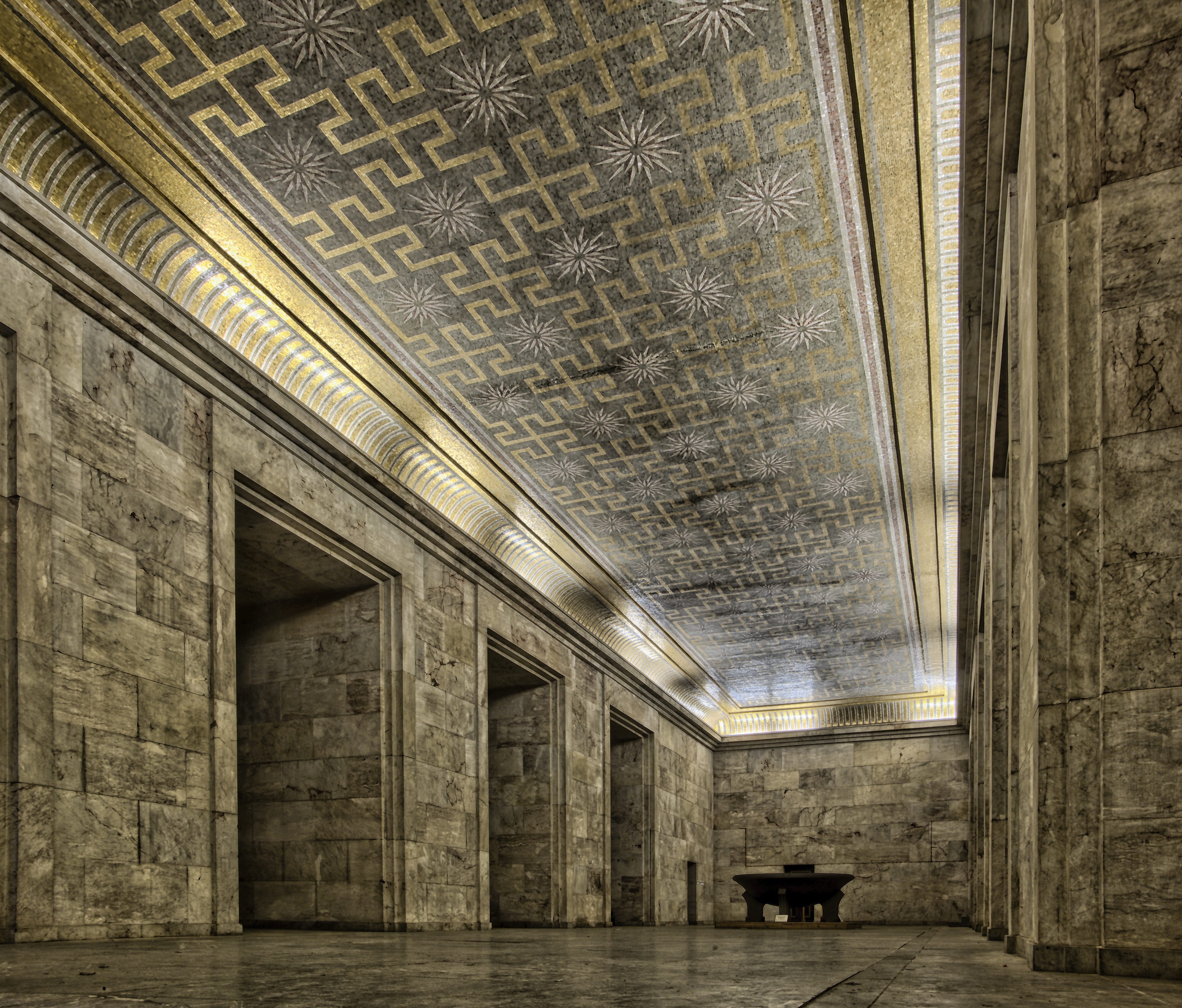
Der Goldene Saal im Inneren der Zeppelintribüne in Nürnberg

Neben Speer arbeiteten die Architekten Paul Ludwig Troost (1878–1934), Roderich Fick (1886–1955) und Hermann Giesler (1898–1987) so eng und intensiv mit Hitler zusammen wie keine anderen Baumeister des Nationalsozialismus. Durch diese herausgehobene Stellung unterstanden ihnen Planung und Ausführung seiner wichtigsten repräsentativen Bauvorhaben. Sie beeinflussten damit zwischen 1933 und 1945 wesentlich die Architektur im NS-Staat.
Albert Speer hatte sich in der Frühzeit des Regimes gegenüber Paul Schultze-Naumburg und dessen Heimatschutzarchitektur mit neoklassizistischen Konzepten durchsetzen können. Speer wurde zum führenden NS-Architekten in enger Kooperation mit seinem Bauherrn, Adolf Hitler. Dieser gab die programmatische Grundlinie für tiefgreifende städtebauliche Veränderungen vor. So sollte beispielsweise Hamburg als „Stadt des Außenhandels“, München als „Hauptstadt der Bewegung“, Nürnberg als „Stadt der Reichsparteitage“ und Linz, wo Hitler begraben werden wollte, als „Führerstadt Linz“ neuerrichtet werden. 1937 erteilte Hitler Speer den größten Auftrag, Planungen für den Umbau Berlins vorzulegen, das eine Weltstadt werden solle: „Wir müssen Paris und Wien übertrumpfen.“
Bereits 1940/1941 waren eine Vielzahl von Fachpublikationen zum Wiederaufbau vorgelegt worden. Ab 1943 richtete Speer einen zentralen „Arbeitsstab für den Wiederaufbau bombenzerstörter Städte“ unter seiner Leitung ein. Die hier vertretenen Architekten und ihre planerischen und baulichen Überlegungen spielten – mit Ausnahme von Speer selbst – noch Jahrzehnte nach Kriegsende eine wichtige Rolle. Ihre modernistischen Planungen kamen unter Verzicht auf die NS-Symbolik fast ausnahmslos zum Tragen, mit Ausnahmen, wie z. B. den Innenstädten von Münster und Freudenstadt.

### Rüstungsminister 1942 bis 1945

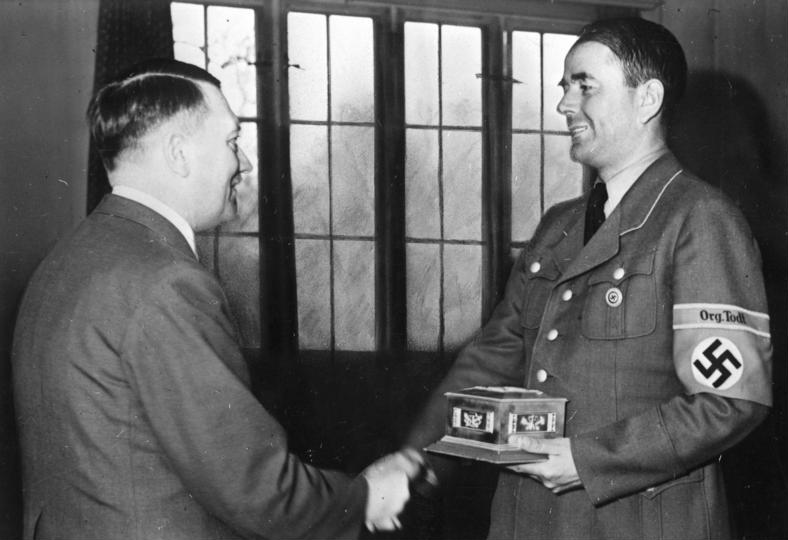
Adolf Hitler verleiht Albert Speer den Fritz-Todt-Ring (Mai 1943)

Wenige Stunden nach dem tödlichen Flugzeugabsturz des Rüstungsministers Fritz Todt (Februar 1942) ernannte Hitler Speer für viele überraschend zu dessen Nachfolger in allen Ämtern, also zum Reichsminister für Bewaffnung und Munition, Leiter der Organisation Todt und zum Generalinspektor für das deutsche Straßenwesen, Generalinspektor für Festungsbau und Generalinspektor für Wasser und Energie. Doch hatte Speer bereits vorher erfolgreich logistische Großprojekte und andere Aufgaben für das Militär organisiert wie den Bau von U-Boot-Bunkern und die Instandhaltung der Infrastruktur in der Ukraine. Unverändert blieb er Generalbauinspektor für die Reichshauptstadt. Damit gehörte Speer zum engsten Führungskreis des Dritten Reiches. Zuständig war er für die gesamte Heeresrüstung und übergreifend für Munition jeder Art, zunächst aber nicht für Marine und Luftwaffe.
Speer gelang es, den schwerfälligen Ablauf der Rüstungsproduktion in kurzer Zeit zu reorganisieren. Er entzog diesen weitgehend der Wehrmacht und verlagerte ihn auf die Industrie. Hierzu diente eine dreidimensionale Organisation:
1. „Ausschüsse“ waren für die Auftragsvergabe zuständig, etwa für Munition, Waffen, Panzer. Diese waren bereits von Todt eingerichtet worden, Speer fügte weitere hinzu.
2. „Ringe“ waren übergreifend für die Versorgung mit wichtigen Zulieferungen verantwortlich, z. B. Kugellager und Schmiedestücke.
3. „Kommissionen“ übernahmen die Konstruktionen, etwa von Panzern, Geschützen, Kraftfahrzeugen.

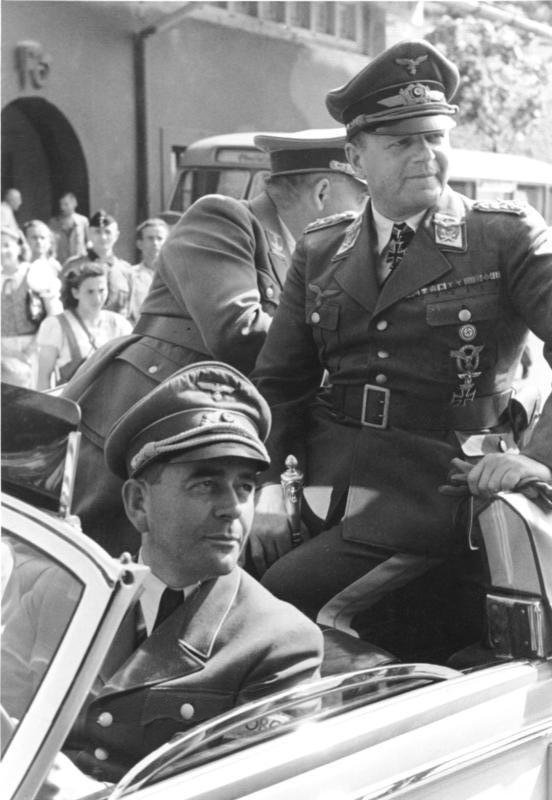
Albert Speer (am Steuer) zusammen mit Erhard Milch, Feldmarschall der Luftwaffe (Mai 1944)

Alle diese Organisationen wurden mit hochrangigen Industrievertretern besetzt. Speer nannte dieses System den „großen Selbstverwaltungskörper der Rüstungsindustrie“.
Fehlende Transparenz in der Verteilung von Rohstoffen, vor allem des knapp verfügbaren Stahls, war ein wesentlicher Schwachpunkt des bisherigen Systems gewesen. Abhilfe schuf eine neu eingerichtete Zentrale Planung und ein Planungsamt geleitet von Hans Kehrl. An deren Sitzungen nahmen neben Speer der Generalluftzeugmeister Erhard Milch teil und, je nach Thema, andere Hauptverantwortliche wie der Generalbevollmächtigte für den Arbeitseinsatz Fritz Sauckel oder Vertreter von Verwaltung und Industrie. Dieses Gremium sorgte dafür, dass die Produktionsprogramme durchführbar blieben: hinsichtlich der Rohstoffe und der Arbeitskräfte. Es war, so Tooze, das „eigentliche Kriegskabinett der deutschen Wirtschaft“.
Rasch konnte Speer Erfolge vorweisen, auch wenn diese zunächst noch kaum seiner eigenen Amtszeit zuzurechnen waren. Nach der Niederlage der Wehrmacht vor Moskau war dies ein hochwillkommenes Thema für die NS-Propaganda. Speers neue Organisation bewährte sich und ermöglichte erhebliche Rationalisierungen und Materialeinsparungen. Speer organisierte die maßgebliche logistische Unterstützung für den Eroberungs- und Vernichtungskrieg im Osten, die insbesondere auch in der Zeitschrift Signal propagandistisch herausgestellt wurde. Bis zum Herbst 1944 stieg die Rüstungsproduktion in einer als erstaunlich wahrgenommenen Weise an, trotz der Zerstörungen durch alliierte Bombenangriffe. Später sprach man zum Teil von einem Rüstungswunder. Immer wieder bedachte Hitler dies mit Lob. Freilich blieb die deutsche Rüstung weit hinter jener der Alliierten zurück, was Speer wusste, Hitler jedoch abwies bzw. nicht wahrhaben wollte. Erst 2006 konnten die Historiker Scherner und Streb genauer nachweisen, dass das angebliche Rüstungswunder ein weiterer Mythos von Albert Speer war. Gefördert wurde der Mythos durch die Veröffentlichung des United States Strategic Bombing Survey (USSBS), das die Auswirkungen der alliierten Bombenangriffe auf die deutsche Wirtschaft nach dem Krieg genauer untersuchte. Die Wissenschaftler der USSBS übernahmen ungeprüft die Zahlen aus Speers Ministerium und kamen so zu demselben Ergebnis. Scherner und Streb verglichen erstmals unter anderem die Steigerung der Rüstungsproduktivität in Speers Machtbereich (Heeresrüstung) mit Bereichen, die Speer nicht unterstanden (Luftrüstung). Der Vergleich zeigte, dass Luftwaffen- und Heeresrüstungsproduktion gleich schnell stiegen. Die Luftrüstung kam jedoch erst ab Frühsommer 1944 in den Machtbereich Speers. Der faktische Einfluss von Speer auf die Steigerung der Rüstungsproduktion war demnach ein Mythos. Tatsächlich war es Speer selbst, der den Begriff als Erster prägte, als er am 9. Juni 1944 vor Vertretern der Rheinisch-Westfälischen Industrie seine Leistungen zum „Wunder der Rüstung“ stilisierte – ein Begriff, der umgehend von den Massenmedien kolportiert wurde. Bei seinen Vorträgen operierte er meistens mit prozentualen Steigerungsraten. Auf seinen Schaubildern definierte er aber die entsprechenden Produktionseinheiten, also Panzer, Gewehre oder Munition, ungenau, teilweise auch manipulativ. So ordnete er zum Beispiel an, dass auch das Streckmittel zum Sprengstoff gehöre. Bei bestimmten Sprengstoffproduktionen werden – genau betrachtet – fünfzig Prozent Füllstoff benötigt, was ihn eine angebliche Steigerung der Produktion verkünden ließ.
Speer konnte seinen Machtbereich erheblich ausdehnen: Im Juli 1943 kam die Marinerüstung hinzu. Im September übernahm er wesentliche Funktionen des Reichswirtschaftsministeriums. Damit war er auch für die wichtigsten Bereiche der zivilen Wirtschaft zuständig – jetzt lautete sein Titel „Reichsminister für Rüstung und Kriegsproduktion“. Schließlich übernahm er 1944 auch die Luftrüstung.
Die Arbeitskräfte waren ein Hauptengpass für die Rüstungsindustrie. Fast die Hälfte der in der deutschen Volkswirtschaft beschäftigten Männer wurde im Verlauf des Krieges zur Wehrmacht eingezogen. Um die Rüstungsproduktion dennoch aufrechtzuerhalten, wurden Handel, Handwerk und Verbrauchsgüterindustrie stark ausgedünnt und vermehrt Frauen eingestellt. Dies reichte jedoch nicht aus. Vielmehr wurden Männer und Frauen aus den besetzten Gebieten herangezogen, zunächst freiwillig, dann unter Zwang. Hinzu kamen Kriegsgefangene, Juden und andere KZ-Häftlinge. Am Ende des Krieges waren dies mehr als 7 Millionen, etwa 20 % aller Beschäftigten. Später berief sich Speer darauf, dass nicht er, sondern der Generalbevollmächtigte für den Arbeitseinsatz, Fritz Sauckel, für die Beschaffung der von ihm angeforderten Arbeitskräfte verantwortlich gewesen sei.

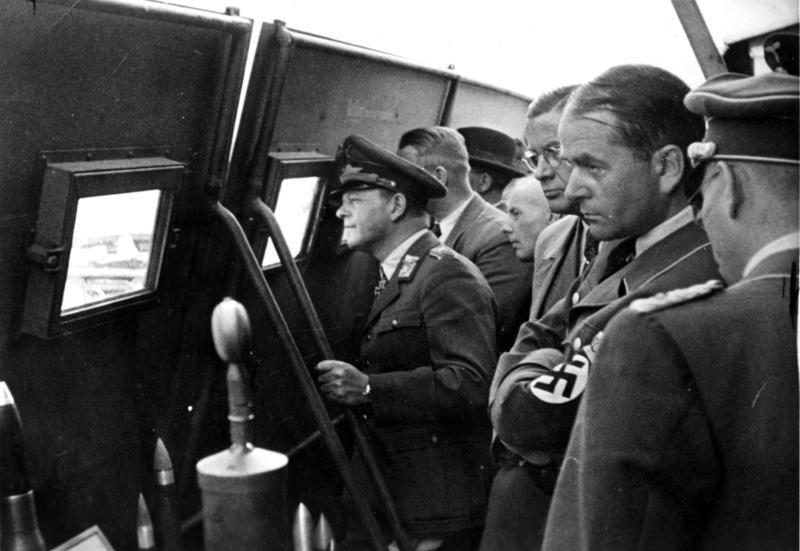
Arbeitstagung von Rüstungsfachleuten (Oktober 1943): Auf einem Flugplatz beobachten die Teilnehmer die Vorführung einer neuen Waffe. Generalfeldmarschall Milch (links), Speer (rechts)

Speer wusste, dass in den ersten Monaten nach dem Angriff auf die Sowjetunion die sowjetischen Kriegsgefangenen in deutscher Hand kaum ernährt wurden. Deshalb forderte er kurz nach Amtsantritt, dass die in Deutschland arbeitenden Ausländer ausreichend zu verpflegen seien. Für die Zwangsarbeiter aus den westlichen Ländern konnte er dies erreichen, weniger jedoch für diejenigen aus dem Osten und für die Kriegsgefangenen. Am schlechtesten erging es denen aus Polen und der Sowjetunion. Die Überlebensquote sowjetischer Kriegsgefangener in Deutschland lag bei nur 42 %. Insgesamt kamen etwa 2,7 Millionen von den für das Reich arbeitenden Ausländern, Juden und KZ-Häftlingen um. Das lag jedoch nicht im Interesse Speers: Arbeitskraft war für ihn ein knappes Gut und sollte möglichst erhalten bleiben.
In den Berliner Rüstungsbetrieben waren 1942 zahlreiche Juden beschäftigt. Gemäß seiner Auffassung, dass Arbeitskräfte für die Produktion von Waffen unbedingten Vorrang haben müssten, bemühte sich Speer darum, dass diese Juden zunächst nicht in die Vernichtungslager deportiert wurden, gegen Goebbels’ erbitterten Widerstand. Er erklärte, sie seien für die Rüstungsproduktion unentbehrlich. Erst Anfang 1943, nach der Niederlage bei Stalingrad, konnte sich Goebbels bei Hitler durchsetzen. Im Herbst 1942 vereinbarte Speer mit dem Leiter des SS-Wirtschafts- und Verwaltungshauptamtes Oswald Pohl, 50.000 für die Deportation vorgesehene Juden in der Rüstungsindustrie einzusetzen. Dazu kam es nicht, weil Hitler es vorzog, Zwangsarbeiter herbeischaffen zu lassen. Wenn Speer allerdings Juden für die Rüstungsproduktion einsetzen konnte, dann griff er zu. Anders, als er später behauptete, war ihm die Judenvernichtung bekannt; er wird 1943 als Hörer der Posener Rede angesprochen. Andere NS-Verbrechen räumte er generell ein. Im September 1942 besprach Speer mit Oswald Pohl die Vergrößerung von Auschwitz und stellte dazu ein Bauvolumen von 13,7 Millionen Reichsmark zur Verfügung. In einer auf Gespräche von Speer, Pohl und dem Leiter für das Bauwesen der SS Hans Kammler basierenden Bauakte sind auch die „Kostenüberschläge“ zur „Sonderbehandlung“ mit dem „Gleisanschluss“ für die Rampe, die neuen Krematorien und andere Maßnahmen festgehalten. Nach Abschluss der Verhandlungen hob Amtschef Kammler das „außerordentlich große Bauvolumen“ des Bauvorhabens hervor, das er „Sonderprogramm Prof. Speer“ nannte.
Dem Historiker Magnus Brechtken zufolge sah Speer Zwangsarbeiter als bloßes „Kriegsmittel“ an, welche unabdingbar seien, die Rüstungsproduktion aufrechtzuerhalten. In Nürnberg gab Speer an, unter seiner Verantwortung hätten 1943/44 knapp die Hälfte der für Kriegszwecke zum Einsatz gekommenen Arbeitskräfte gestanden. Alleine von den ausländischen Arbeitskräften ohne Kriegsgefangene kamen zwischen 1939 und 1945 knapp eine halbe Million ums Leben. Gleichzeitig bewirkten die von Speer geleiteten Rüstungsanstrengungen die Verlängerung des Krieges, mit der größten Zahl von Kriegstoten im letzten Kriegsjahr, besonders auch unter der deutschen Zivilbevölkerung. Der Historiker Heinrich August Winkler resümiert Speers Handeln im Kontext Fremdarbeiter auch unter Ausnutzung der „Arbeitsjuden“ so: „Unter seiner Ägide wurde nicht nur die deutsche Industrie strikter als zuvor den Erfordernissen der Kriegswirtschaft unterworfen, Speer dirigierte auch […] das Heer der Fremdarbeiter aus ausländischen Zivilarbeitern, KZ-Häftlingen, sowjetischen und anderen Kriegsgefangenen sowie ‚Arbeitsjuden‘, die er rücksichtslos, und das hieß im Extremfall bis zur physischen Vernichtung durch Arbeit, für die Steigerung der deutschen Rüstungsproduktion einsetzte.“
Der Militärhistoriker Rolf-Dieter Müller führt aus, wie sehr Speer in den letzten Kriegsmonaten zwischen entschiedener Fortführung der Kriegsproduktion und des Krieges einerseits und seiner Strategie der „Lähmung statt Zerstörung“ lavierte. Dies bewertet er als Versuch, „ohne direkte Konfrontation mit Hitler“, sich als potentieller „Führer für die schwierige Zeit des Übergangs zu profilieren“. Entgegen den Darstellungen seiner Memoiren habe Speer bis zuletzt darauf gehofft, von Hitler zu seinem Nachfolger ernannt zu werden. Speers Nachkriegserzählung, er habe verhindern wollen, dass Hitler ihn zu seinem Nachfolger ernenne („Vor allem wollte ich nicht, dass er mich ernennen würde“) seien kontrafaktische Behauptungen im Rahmen seiner geschönten Erinnerungen.

### Widersprüchliches Verhalten angesichts der Niederlage
Speers Handlungen im letzten Kriegsjahr sind widersprüchlich. Einerseits erkannte er die bevorstehende Niederlage: Mit der systematischen und wiederholten Zerstörung der deutschen Treibstofferzeugung ab Mai 1944 drohte die endgültige Lahmlegung der Wehrmacht. Speer legte dies Hitler in einer Serie von „Hydrierdenkschriften“ schonungslos dar. Auch kritisierte er Hitlers Entscheidungen, die Jagdflugzeuge vorwiegend an der Front einzusetzen anstatt zum Schutz der Basisindustrien. Weitere Denkschriften aus dem Spätjahr 1944 kündigten Hitler den bevorstehenden Zusammenbruch der gesamten Rüstungsindustrie an. Hitler ließ Speer dies durchgehen, während er sonst – auch zaghafte – Hinweise auf eine Niederlage unterdrückte.
Als Speer Anfang 1944 schwer erkrankte, wäre dies eine günstige Gelegenheit gewesen, sich angesichts des erkennbar verlorenen Krieges unauffällig zurückzuziehen. Aber er betrieb das Gegenteil, denn allen voran mit den NS-Größen Heinrich Himmler und Joseph Goebbels war er eine der treibenden Kräfte bei der Totalisierung des Krieges, welche weitere Millionen Tote hervorbrachte. In auffälliger Weise war Hitler in der Wahrnehmung der drei zu lethargisch, und die mörderische Endphase ab Sommer 1944 organisierte das Trio, dem Speer angehörte. Speer wollte die letzten Kräfte für die Rüstung mobilisieren. In einer Denkschrift Totaler Krieg vom Juli 1944 forderte er radikale Maßnahmen: Die Verwaltung sei aufs Nötigste zu vereinfachen, die Zahl der Hausangestellten sollte reduziert werden, auch die unteren Dienste der Wehrmacht könnten Kräfte abgeben. Das Studium geisteswissenschaftlicher Fächer sei jetzt unnötig, Gaststätten und Vergnügungslokale seien überflüssig. Umgesetzt wurde dies jedoch kaum. Auch in einer Serie von Reden zwischen Mai und Dezember 1944 rief er dazu auf, die Anstrengungen für die Rüstung aufs Äußerste zu steigern.
Während der zweiten Jahreshälfte 1944 führte Speer heftige Auseinandersetzungen mit Goebbels: Während Speer die Rüstungsproduktion steigern wollte, suchte jener dieser die Arbeiter zu entziehen, um sie der Wehrmacht zuzuführen. Hitler ergriff nicht Partei, sondern überließ beide ihrem Konflikt. Jedenfalls erreichte Goebbels seine Ziele nur teilweise und konnte Speer keineswegs Befehle erteilen – anders, als dieser es in seinen Erinnerungen schrieb. Dennoch gewann Goebbels als „Beauftragter für den totalen Krieg“ nach dem 20. Juli 1944 mehr Einfluss als Speer, da in der Endphase des Krieges Soldaten kurzfristig wichtiger wurden als deren Bewaffnung mit neuen Rüstungsgütern.

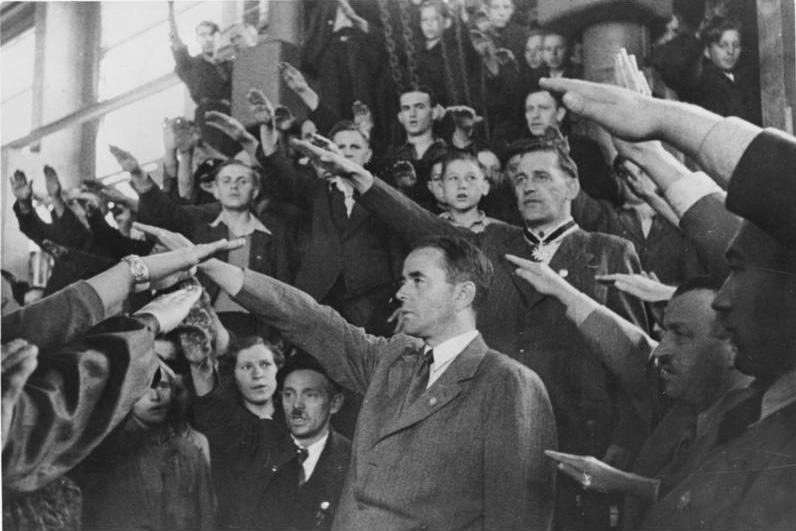
Albert Speer spricht in einer Munitionsfabrik (Mai 1944)

Schon vor der „Schließung des KZ Auschwitz“ hatte die SS auf Drängen Speers arbeitsfähige Juden zur Rüstungsarbeit nach Deutschland in Marsch gesetzt, unter anderem nach Dachau und in die Tunnel von Dora-Mittelbau im Harz, wo sie von der Organisation Todt unter mörderischen Arbeitsbedingungen bei der Produktion von V-2-Raketen eingesetzt wurden.
Bei ihren Rückzügen sollte die Wehrmacht Industrie und Infrastruktur gründlich zerstören. Für diese Politik der Verbrannten Erde blieb aber meist nicht hinreichend Zeit, und/oder die Deutschen hatten zu wenig Ressourcen dafür, und/oder örtliche Truppen führten die drakonischen Befehle nicht aus (zu Letzterem siehe zum Beispiel „Trümmerfeldbefehl“ Paris 1944). Als sich die Fronten im Herbst 1944 den Reichsgrenzen näherten, erreichte Speer bei Hitler, dass Industrieanlagen nicht zu zerstören, sondern nur vorübergehend zu „lähmen“ seien, mit der Begründung, dass diese voraussichtlich wieder zurückerobert werden könnten. Auch könnten dann bis zum Schluss weiter Rüstungsgüter produziert werden.
Am 19. März 1945 – US-Truppen hatten bereits den Rhein, die Rote Armee die Oder überschritten – hob Hitler die Vorschriften zur Lähmung auf und verfügte eine rücksichtslose Zerstörung von Industrie, Infrastruktur und Sachwerten: der sogenannte Nero-Befehl. Elf Tage später konnte Speer Hitler wenigstens teilweise umstimmen: Für die Industrie galt wieder die Lähmung, Brücken sollten nur nach militärischer Notwendigkeit zerstört werden. Was Speer an Vernichtungen tatsächlich verhindert hat, ist schwer abzuschätzen. Als Mitte März 1945 der Beginn der alliierten Offensive aus den Brückenköpfen am Rhein bevorstand und die Rote Armee sich an der Oder für die Schlacht um Berlin rüstete, schlug Speer in einer Denkschrift Hitler vor, alle Wehrmachtverbände und Volkssturm an Rhein und Oder zu konzentrieren: „Ein zähes Durchhalten an der jetzigen Front für einige Wochen kann dem Gegner Achtung abgewinnen und vielleicht doch noch das Ende des Krieges günstig bestimmen“.

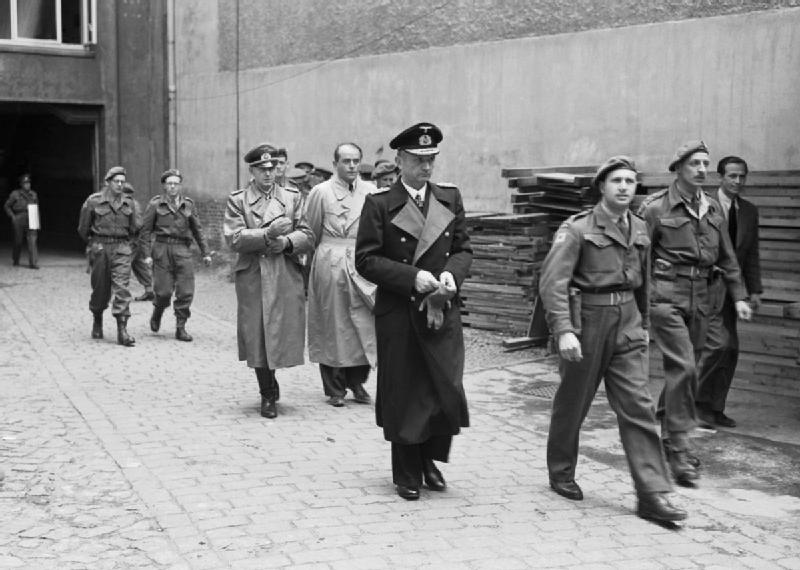
Am 23. Mai 1945 wurden Großadmiral Karl Dönitz, Generaloberst Alfred Jodl und Albert Speer durch britische Soldaten verhaftet und den Pressevertretern im Hof der Polizeidirektion Flensburg vorgeführt.

In der Berichterstattung an Hitler wurde Speer ab dem Spätjahr 1944 von seinem Stellvertreter Karl-Otto Saur verdrängt. Diesen ernannte Hitler auch in seinem Politischen Testament vom 29. April 1945 zu Speers Nachfolger. Speer widersetzte sich dem nicht. Seine Prioritäten hatten sich verschoben: Bereits am 27. Januar 1945 hatte er in einem „Rechenschaftsbericht“ an Mitarbeiter und Industrie einen Rückblick gegeben und nicht mehr zu weiteren Anstrengungen aufgefordert. Vielmehr ging es ihm jetzt um Zukunftsaufgaben in einer Zeit nach dem Dritten Reich. Im März 1945 sollten Landmaschinen und Lebensmittel den Vorrang vor Rüstungsgütern haben, denn anders wäre Deutschlands Überleben nicht zu ermöglichen. In einem Deutschland nach Hitler erwartete er für sich selbst ein Amt beim Wiederaufbau. Dass er moralisch kompromittiert sein könnte, kam ihm nicht in den Sinn.
Gegen Kriegsende befand sich Speer in Hamburg; er flog aber am 23. April noch einmal nach Berlin, um sich von Hitler und Eva Braun zu verabschieden, wobei er Zeuge der Absetzung Hermann Görings wurde. Am 24. April traf er sich ein letztes Mal mit dem Reichsführer der SS Heinrich Himmler, wobei offen bleibt, ob er bei diesem Treffen sondieren wollte, inwieweit er Himmlers Kontakte zu Mittelsmännern im Westen für sich selbst nutzen könne. Jedenfalls hielt er sich anschließend bei Karl Dönitz in Schleswig-Holstein auf und gehörte nach dem Suizid Hitlers dem Kabinett Dönitz an.

### Nürnberger Prozesse und Gefängniszeit

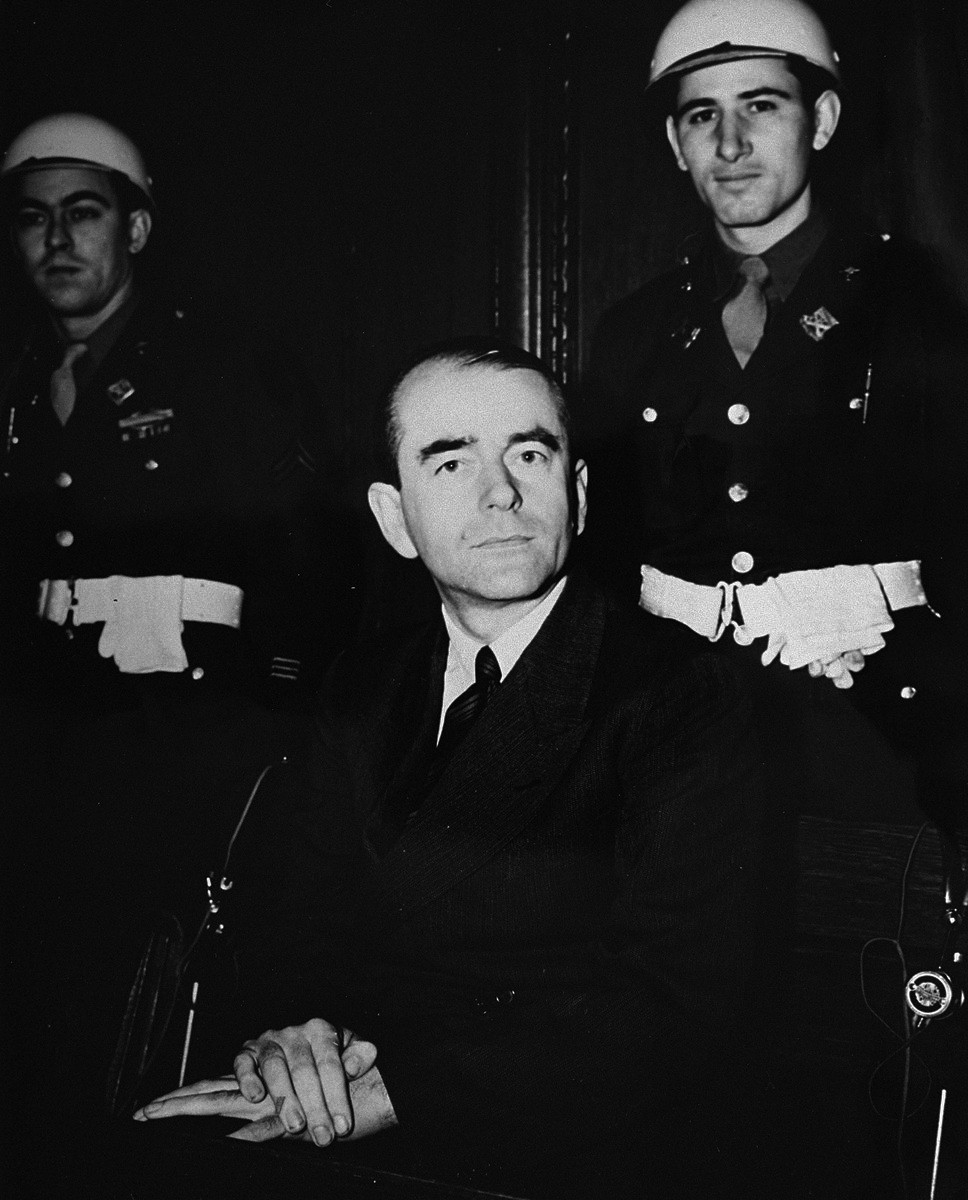
Albert Speer als Angeklagter bei den Nürnberger Prozessen (1946)

Am 23. Mai 1945 wurde Albert Speer von den Briten auf Schloss Glücksburg verhaftet. Mit den anderen Regierungsmitgliedern, die sich im nahgelegenen Sonderbereich Mürwik in Flensburg-Mürwik befanden, wurde er nach Bad Mondorf geflogen. Da noch nicht feststand, ob ihm der Prozess gemacht werden sollte, wurde ihm zunächst eine privilegierte Sonderbehandlung zuteil. Er wurde im Juni in die Nähe von Paris und dann nach Kransberg gebracht und dort vernommen. Erst Ende September 1945 kam er mit den anderen Hauptkriegsverbrechern in das Nürnberger Gefängnis.
Im Nürnberger Kriegsverbrecherprozess (1945–1946) wurde Speer am 1. Oktober 1946 wegen Kriegsverbrechen und Verbrechen gegen die Menschlichkeit zu 20 Jahren Gefängnis verurteilt, die er als Häftling Nr. 5 im alliierten Kriegsverbrechergefängnis Spandau verbrachte. Seine langjährige Sekretärin Annemarie Kempf hatte als Zeugin durch positive Aussagen und gesammeltes Entlastungsmaterial versucht, das Urteil zu mildern. Der Todesstrafe entkam Speer nur sehr knapp. Zunächst votierten der sowjetische und der amerikanische Richter für Tod durch den Strang, während der französische sowie der britische Richter eine Haftstrafe verhängen wollten. Da eine Mehrheit notwendig war, musste später die Abstimmung wiederholt werden, in der sich der amerikanische Richter schließlich umstimmen ließ.
Im Verlauf der Nürnberger Prozesse hatte Speer behauptet, dass er Hitler im Februar 1945 durch ein Gasattentat töten wollte. Später gab er zu, dass er sich nie wirklich dazu hätte entschließen können.
Es kam nie zu dem angeblich geplanten Gas-Anschlag, da Hitler – laut Speers Aussage vor dem Nürnberger Internationalen Militärtribunal – plötzlich angeordnet habe, den Luftschacht des unterirdischen Bunkers mit einem vier Meter hohen Betonkamin auszurüsten. Außerdem behauptete er, einem Industriellen aus dem Umfeld seines Ministeriums den Auftrag gegeben zu haben, das Gas zu beschaffen. Vor dem Nürnberger Tribunal führte er als Grund für das Fallenlassen des Planes keine politischen Gründe an, sondern den Bau dieses Kamins. Diese Begründung wurde bereits im Prozess angezweifelt, aber schon der behauptete Attentatsplan an sich war sehr wahrscheinlich frei erfunden. Ein wiederentdecktes Dokument aus Akten des britischen Außenministeriums legt dies nahe. Der zuständige US-Vernehmungsoffizier bei der siebten Sitzung der Verhöre mit Speer war der in Russland geborene und in Berlin aufgewachsene Oleg Hoeffding (1915–2002) zusammen mit einem Mitarbeiter des britischen Foreign Office namens Lawrence, über den nichts Näheres bekannt ist. Hoeffding berichtete seinem Vorgesetzten in einem Aktenvermerk vom 1. Juni 1945 über seine „siebte Sitzung mit Speer“. Das Papier gelangte später vermutlich über Lawrence ins Britische Nationalarchiv. Darin erklärte Speer, er habe mit der Beschaffung des Giftgases jemanden mit dem Namen Brandt beauftragt. Der vernehmende Hoeffding fügte in Klammern hinzu: „Hitlers Arzt?“, denn Karl Brandt war der einzige dieses Namens, der Zugang sowohl zum engeren Kreis um Hitler hatte als vermutlich auch zu Giftgas, war er doch ein Mitverantwortlicher für die Krankenmorde 1939 bis 1941. Weiterhin gab Speer an, auf das geplante Attentat aus politischen Gründen verzichtet zu haben, um nicht einer neuen Dolchstoßlegende Vorschub zu leisten. Um das Einleiten des Giftgases in den Besprechungsraum durch einen Luftschacht habe Speer sich selbst kümmern wollen. Da er sich 1946 als unpolitischer Technokrat darstellte, der lediglich die deutsche Rüstung am Laufen gehalten habe, passte die Version vom Juni 1945, er habe aus politischer Weitsicht, nämlich um eine neue Legendenbildung zu vermeiden, auf sein Attentat verzichtet, nicht mehr in sein neues Grundkonzept. Diese Änderungen in der Darlegung der angeblichen Attentatspläne waren riskant, aber er kam damit durch.
Besonders auffällig an dem angeblichen Attentatsplan ist jedoch, dass er auf die gleiche Weise erfolgen sollte wie der Speer angeblich unbekannte Massenmord an Juden und anderen Opfergruppen in Auschwitz und den anderen Vernichtungslagern.  Bereits in der Moskauer Deklaration vom 30. Oktober 1943 hatte die Anti-Hitler-Koalition verkündet, die Führungsspitze des NS-Staates und Kriegsverbrecher vor Gericht zu stellen. Der bereits weit im NS-Staat aufgestiegene Speer konnte sich bereits damals sicher sein, dass er angeklagt werden würde und ihm die Todesstrafe aufgrund seiner Taten drohe. Dem Gericht war damals das erst im Mai 1948 im Prozess gegen Oswald Pohl, dem Leiter des SS-Wirtschafts- und Verwaltungshauptamtes (WVHA), eingeführte Dokument zur Absprache zwischen Speer und der SS mit dem Titel „Vergrößerung Barackenlager Auschwitz infolge Ostwanderung“ noch nicht bekannt, das zeigte, dass Speer nicht nur direkt von Auschwitz wusste, sondern zusammen mit Pohl und Himmler über den stattfindenden Deportations- und Vernichtungsprozess verhandelte.
Speer hat als einziger der Angeklagten eine – von ihm ganz allgemein formulierte – Verantwortung für die Gräuel des NS-Staates anerkannt, eine persönliche Schuld jedoch stets von sich gewiesen. Dies wird als einer der wesentlichen Gründe, weshalb Speer einer Verurteilung zum Tode entging, betrachtet. Es gelang ihm – als Ex-Chef und Initiator seines Zwangsarbeiterprogrammes – zum Beispiel, Fritz Sauckel die Schuld an den Opfern unterzuschieben. Während Speer der Einzige unter den Angeklagten war, der vorgab, zu spät erkannt zu haben, dass Hitler und sein Regime – dem er ja selbst angehörte – verbrecherisch war und deshalb angeblich überwunden werden musste, haben die übrigen Angeklagten den gesamten Prozess von vornherein missbilligt und verweigerten sich vollkommen. Dies kam ihm zugute, dadurch konnte er sich – mit viel Geschick – inszenieren. Viele andere Hauptangeklagte halfen ihm, ohne es zu wollen, dabei.
Besonders Göring hatte ihn frühzeitig im Visier, weil Speer sich betont reumütig darstellte. Als der Verteidiger Speers bei einer Zeugenvernehmung fragte: „Herr Ohlendorf, haben Sie je gehört, dass Speer ein Attentat auf Hitler plante?“, antwortete dieser mit „Nein“. Der Hauptzeuge der Anklage Otto Ohlendorf konnte den sehr fraglichen Attentatsplan auch gar nicht kennen. Göring sprang demonstrativ auf, empörte sich und nahm sofort Partei für Hitler ein, während Speer dadurch in ein Licht als quasi mutiger und entschlossener Hitlergegner rückte. Speer hat im Verlauf des Verfahrens auf eine gewisse Weise Empathie für seine eigene Person ausgelöst und gleichzeitig von seinen Opfern ablenken können. Nicht nur bei den Richtern kam zudem Speers scheinbar kritische Abrechnung mit dem Nationalsozialismus gut an. Der Nürnberger Prozess kann als der Beginn einer lebenslang erfolgreichen Verteidigungs- und Verschleierungsstrategie Speers angesehen werden.
Während seiner Gefangenschaft unterstützten ehemalige Mitarbeiter und Kooperationspartner Speers auf Initiative von Rudolf Wolters die Ehefrau Margarete Speer finanziell, nachdem diese sich 1948 bei Wolters beklagt hatte, alleine schon für das Schulgeld der Kinder 100 Mark im Monat zu benötigen. In den von Wolters eingerichteten Fonds zahlten unter anderen nun wieder erfolgreiche Unternehmer, wie Walter Rohland und Willy Schlieker, der unter Speer Amtsgruppenleiter im Rüstungsministerium war, sowie Speers Architekten ein. Insgesamt kamen bis 1966 ca. 150.000 DM auf diesem von Wolters „Schulgeldkonto“ genannten Fonds zusammen. Speer wurde nach Verbüßung seiner Haftstrafe am 1. Oktober 1966 entlassen, da die Sowjetunion eine Begnadigung abgelehnt hatte. Seine in dieser Zeit heimlich erstellten Aufzeichnungen über die Haft, den immer gleichen Tagesablauf und die Konflikte unter den Mitgefangenen sowie Erinnerungen an Hitler wurden hinausgeschmuggelt und später in den beiden erfolgreichen Büchern Erinnerungen von 1969 und Spandauer Tagebücher von 1975 genutzt.

### Nach der Haft
Speer lebte nach seiner Entlassung aus dem Gefängnis in Berlin-Spandau 1966 überwiegend in der Heidelberger Villa, Schloß-Wolfsbrunnenweg 50, die sein Vater im Jahre 1905 erbaut hatte und die sich auch in den 1960er-Jahren noch im Familienbesitz befand. Finanziell konnte er ein sorgenfreies Leben führen. Verdienstquellen waren Einnahmen aus Buchvorabdrucken, Büchern und Interviews. Ferner verkaufte er regelmäßig heimlich Werke aus einer NS-Raubkunst-Bildersammlung (darunter sechs Frühromantiker mit Arnold Böcklin: Landschaft aus den Pontinischen Sümpfen und Italienische Landschaft von Jakob Philipp Hackert), die er ab 1938 von Karl Haberstock gekauft hatte. Der Geschäftspartner Robert Frank (1879–1961) hatte sie als gestohlen bzw. verschollen gemeldet, nach Mexiko geschmuggelt und dort versteckt. Robert Frank, später Namensgeber des Kraftwerks Landesbergen, hatte nach einem von Speer persönlich begleiteten, in seiner Autobiographie nur beiläufig erwähnten Nacht-und-Nebel-Transport am 23. April 1945 die Gemälde in einem von Speer 1930 umgebauten Vorwerk des Schlosses Grube (gelegen im heutigen Landkreis Prignitz) in Obhut genommen. Während Speer im Spandauer Gefängnis saß, schrieb Frank an Vertraute von Speer, dass die Gemälde zu 2/3 auf dem Weg nach Hamburg gestohlen worden seien und man große Schwierigkeiten mit den Bildern gehabt habe, weil ein Teil aus jüdischem Besitz gekommen sei. In Wirklichkeit schaffte Frank die Bilder von Hamburg nach Mexiko. Der Geschäftsführer des Kunsthauses Lempertz, Hendrik Hanstein, sprach von ca. einer Million DM Erlös der Gemälde allein für Speer, die sich Speer von Lempertz bar hatte auszahlen lassen und die er bis zu seinem Tod vor seiner Ehefrau geheim gehalten hatte. Die andere Hälfte ging an die Erben von Robert Frank, mit denen sich Speer nach langem Streit mit Frank auf eine verschwiegene Abwicklung und hälftige Aufteilung geeinigt hatte, nachdem der Testamentsvollstrecker in Mexiko 1978 auf die Gemälde gestoßen war. Für den Vorabdruck seiner Erinnerungen erhielt Speer von der Tageszeitung Die Welt 600.000 DM.
Albert Speer starb 1981 nach einem Interview mit der BBC in einem Hotelzimmer in London im Beisein seiner deutsch-englischen Geliebten an den Folgen eines Schlaganfalls. Er wurde auf dem Bergfriedhof in Heidelberg beigesetzt.

### Familie
Im Sommer 1922 hatte Speer die gleichaltrige Margarete Weber (1905–1987) kennengelernt, die aus einer Heidelberger Handwerkerfamilie stammte. Albert und Margarete heirateten am 28. August 1928 in Berlin gegen den Willen von Speers Mutter, die die Schwiegertochter für „nicht standesgemäß“ hielt. Margarete Speer brachte zwischen 1934 und 1942 sechs Kinder zur Welt: Albert Friedrich (1934–2017), Hilde (* 1936), Fritz (* 1937), Margarete (* 1938), Arnold (* 1940) und Ernst (* 1942). Einige von Albert Speers Kindern sind bekannte Persönlichkeiten. Sein Sohn Albert war ebenfalls Architekt und wurde ein Stadtplaner von internationalem Rang. Seine Tochter Hilde Schramm ist Erziehungswissenschaftlerin und ehemalige Abgeordnete der Alternativen Liste im Berliner Abgeordnetenhaus, dessen Vizepräsidentin sie 1989/1990 war. 2004 erhielt sie für ihr Engagement in der Stiftung Zurückgeben zugunsten künstlerischer und wissenschaftlicher Arbeiten noch unbekannter jüdischer Frauen den Moses-Mendelssohn-Preis. Seine Tochter Margarete studierte Archäologie in Heidelberg. Am 14. April 1962 heiratete sie den Archäologen Hans J. Nissen, mit dem sie eine Zeit lang in Bagdad lebte, und heißt seither Margret Nissen. Sie wurde Fotografin, die sich besonders der Architektur-, Garten- und Pflanzenfotografie widmete. 2004 veröffentlichte sie ein Buch über ihren Vater. Sein Sohn Arnold erhielt bei der Geburt 1940 zunächst den Taufnamen „Adolf“, der 1945 in „Arnold“ geändert wurde.

### Speers Beziehung zu Hitler

Speer, Hitler und Arno Breker in Paris (Juni 1940)

Speer selbst war schon 1930, bei der ersten Teilnahme an einer Kundgebung, bei der Hitler als Redner auftrat, von ihm und seinen Visionen, Idealen, seiner intuitiven Anpassungsfähigkeit und seinem Charme beeindruckt. Speer sagte später: „Wenn Hitler Freunde gehabt hätte, dann wäre ich bestimmt einer seiner engen Freunde gewesen“.
Hitler wiederum fand in Speer den Architekten, der ihm in kürzester Zeit mit organisatorischem Talent Großbauwerke erstellen und mit dem er über Kunst parlieren konnte. Vor allem schätzte er Speers Loyalität. Hitler war an der Kunst im Allgemeinen, vor allem aber an Architektur interessiert und gewährte Speer alle möglichen Mittel für seine Bauten. (Zitat Speer: „Für einen großen Bau hätte ich wie Faust meine Seele verkauft. Nun hatte ich meinen Mephisto gefunden.“) Speer hatte durchaus eigene Interessen und Ziele, die er als Architekt von Hitlers Bauideen noch am ehesten verfolgen konnte, so etwa die Umgestaltung von Berlin in die „Reichshauptstadt Germania“, ein Über-Rom und Über-Paris zugleich. Speer verkörperte in Hitlers Augen das, was dieser gern gewesen wäre: ein Künstler und Visionär.

### Selbststilisierung

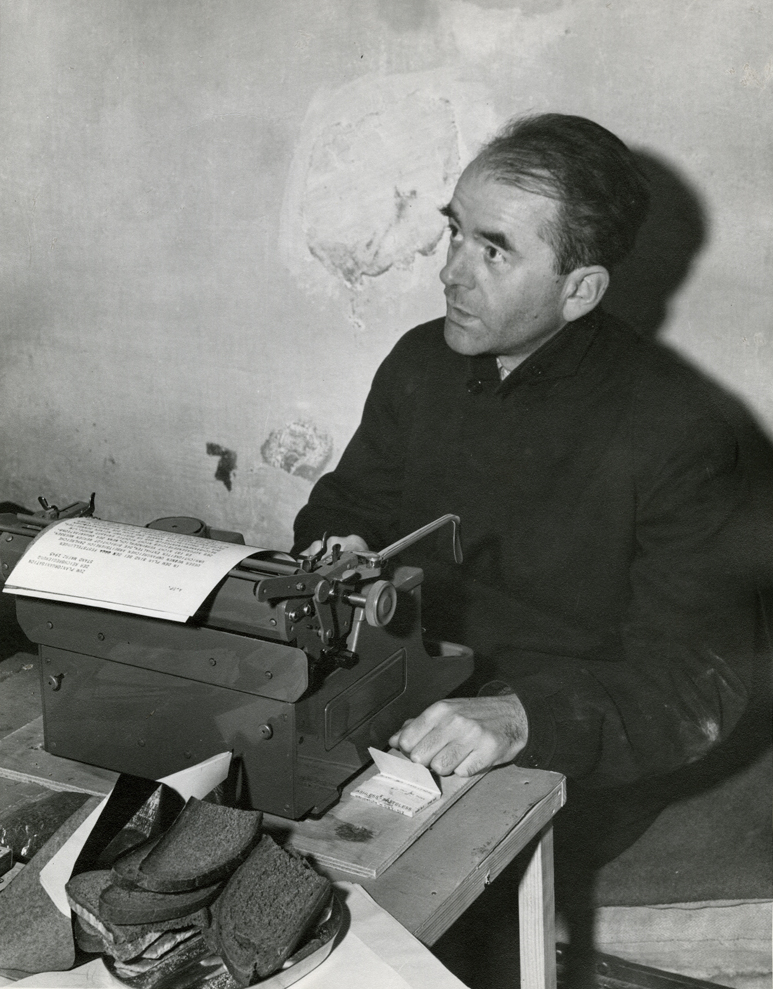
Angeklagter Speer während des Nürnberger Prozesses (24. Nov. 1945)

Speer arbeitete seit seiner Inhaftierung in Nürnberg und in Spandau daran, durch umfangreiche heimliche schriftliche Aufzeichnungen (die mit Hilfe eines Krankenpflegers nach draußen, zu seinem Freund Rudolf Wolters nach Coesfeld geschmuggelt wurden) sein durch den Nürnberger Prozess einigermaßen positives Image als unpolitischer Technokrat und fehlgeleiteter Idealist zu stabilisieren und dabei alle negativen Punkte seiner Biografie (Förderung des KZ-Ausbaus, Vertreibung der Juden aus Berlin) zu verschleiern. Besonders in seinen beiden sehr erfolgreichen Buchpublikationen, den Erinnerungen von 1969 und den Spandauer Tagebüchern von 1975, verkehrt er entscheidende Phasen seiner Tätigkeit im „Dritten Reich“ teilweise ins Gegenteil. Er präsentiert sich als Fachmann, der von den Verbrechen des Regimes kaum gewusst habe und „nur seine Pflicht getan“ habe. In Speers Erinnerungen bilden die Jahre 1933 bis 1945 den Schwerpunkt, er beschreibt hier ausführlich sein Verhältnis zu Hitler. Speer setzt sich zwar mit seiner Rolle in der NS-Zeit kritisch auseinander und bestreitet auch nicht seine grundsätzliche Mitverantwortung, verschweigt aber laut Heinrich Schwendemann Wesentliches. An der veröffentlichten Textfassung der in den Spandauer Jahren vorbereiteten Erinnerungen hatte im Auftrag von Wolf Jobst Siedler, dem damaligen Geschäftsführer des Ullstein Verlags, Joachim C. Fest mitgewirkt. Dieses Buch förderte über lange Zeit die „Speer-Legende“ vom „Gentleman-Nazi“. Die 2017 erschienene Speer-Biografie des Historikers Magnus Brechtken bestätigt Schwendemanns Einschätzung mittels einer Konfrontation von Speers Erzählungen mit den Quellen. Speers Erinnerungen mit einer Weltauflage von nahezu drei Millionen Exemplaren habe als scheinbar authentischer Zeitzeugenbericht das Geschichtsbild von einer kleinen Verbrecherclique um Hitler geprägt, die für Krieg, Holocaust und Sklavenarbeit zuständig gewesen seien, während Speer davon nichts gewusst haben wollte.
Dem gleichen Zweck dienten auch die Spandauer Tagebücher, in denen Speer die Jahre seiner Gefangenschaft schildert und sich gleichzeitig an seine Zeit im engsten NS-Führungszirkel erinnert, wobei er die Eigenarten seiner Mitgefangenen (Baldur von Schirach, Rudolf Heß, Karl Dönitz, Erich Raeder, Konstantin von Neurath, Walther Funk) beschreibt und ins Lächerliche zieht. Auch die Legende, er habe die Neue Reichskanzlei in weniger als zwölf Monaten errichten lassen, wird in beiden Büchern wiederholt (und damit eine von der NS-Propaganda ersonnene Legende zur Untermauerung der angeblichen Effizienz des NS-Systems). Der Speer-Biograf Magnus Brechtken bezeichnet die im Vorwort Speers als angeblich authentisch vorgestellten Tagebücher als im Lichte der Quellen betrachtet „literarische Erfindung“. Sie präsentierten einen mit sich selbst ringenden, von Hitler verführten, jungen, künstlerisch begabten Architekten, der eigentlich mit Politik – und schon gar mit Krieg und Verbrechen – nie etwas zu tun haben wollte. Trotzdem habe er, nun einmal formal in den engeren Führungskreis geraten, abstrakte Verantwortung übernommen und sei so ins Gefängnis gekommen, ohne an konkreten Verbrechen schuld zu sein, die andere begangen hätten.
Von beiden Büchern wurden weltweit Millionen Exemplare verkauft, für die Erinnerungen hatte Speer vom Ullstein-Verlag einen Vorschuss von 100.000 DM erhalten. In einem Fernseh-Interview nach seiner Freilassung 1966 behauptete Speer, nichts von der massenhaften Ermordung der Juden und anderer Minderheiten während der deutschen Besatzung gewusst zu haben. Speer war jedoch am 6. Oktober 1943 in Posen bei den Reichs- und Gauleitern und hielt dort eine Rede. Dann sprach Himmler von 17:30 bis 19:00 Uhr in der zweiten seiner „Posener Reden“ offen über den Holocaust. Speers Einlassung, er sei zuvor abgereist und habe auch von befreundeten Teilnehmern nie etwas davon erfahren, wird von Gitta Sereny als „schlicht unmöglich“ bezeichnet. 2007 tauchten Briefe von Speer dazu auf, in denen er seine Anwesenheit bei der Rede eingestand. Der Historiker Magnus Brechtken betont 2017 in seiner Speer-Biografie, die Faktenlage sei eindeutig: „Alle zeitgenössischen Dokumente bezeugen Speers Aufenthalt in Posen, alle gegenteiligen Behauptungen sind Nachkriegsformulierungen“.
Im Jahr 2005 neu aufgefundene Dokumente legen nahe, dass Speer den Ausbau des Vernichtungslagers KZ Auschwitz-Birkenau nicht nur kannte, sondern auch aktiv vorantrieb. Die Selektion der Häftlinge in Arbeitsfähige für die Rüstungsindustrie und in für die Vernichtung bestimmte Alte, Kranke und Kinder entsprach seinen Interessen. Als Rüstungsminister brauchte er Zwangsarbeiter, und als Generalbauinspektor für die Reichshauptstadt hatte er für die Neugestaltung Berlins die Massendeportation der Berliner Juden betrieben.
Speers Veröffentlichungen verursachten auch ein Zerwürfnis mit vielen ehemaligen Mitarbeitern und Weggefährten, die ihm – ähnlich wie Kreise der intellektuellen Linken – vorwarfen, sich wie in den 1930er-Jahren erneut völlig dem Zeitgeist zu unterwerfen. Demnach sei Speer ein überzeugungsloser Opportunist, der versuchte, in der Öffentlichkeit der Bundesrepublik Fuß zu fassen. Es kam zum endgültigen Zusammenbruch seiner Beziehung zu seinem engen Freund aus Studienzeiten, Rudolf Wolters. Dieser stieß sich vor allem an der Diskrepanz zwischen Speers öffentlichen Buß-Bekenntnissen und seinem Lebensstil sowie Speers angeblichem Bruch mit Hitler, der aber erst nach 1945 von Speer öffentlich gemacht wurde. Albert Speer, so Wolters, sei „ein Mann, für den Geld und Geltung entscheidend waren“. In der Folge machte Wolters seine Akten dem Historiker Matthias Schmidt zugänglich, der 1982 eine erste kritische Speer-Biografie veröffentlichte.
Nach Ansicht des Historikers Magnus Brechtken agierte Speer antisemitisch, sobald sich die praktische Möglichkeit und Eigenvorteil ergab, auch wenn er nicht dem Klischee eines typischen Antisemiten, der judenfeindliche Reden hielt, entsprach. Er sei als ein überzeugter Nationalsozialist zu sehen, der entsprechend handelte. Als Beispiel nennt er, dass er 1938 in Berlin Wohnraum für seine Umbaupläne benötigte und daraufhin in Eigeninitiative die „Erfassung der Judenwohnungen“ startete.

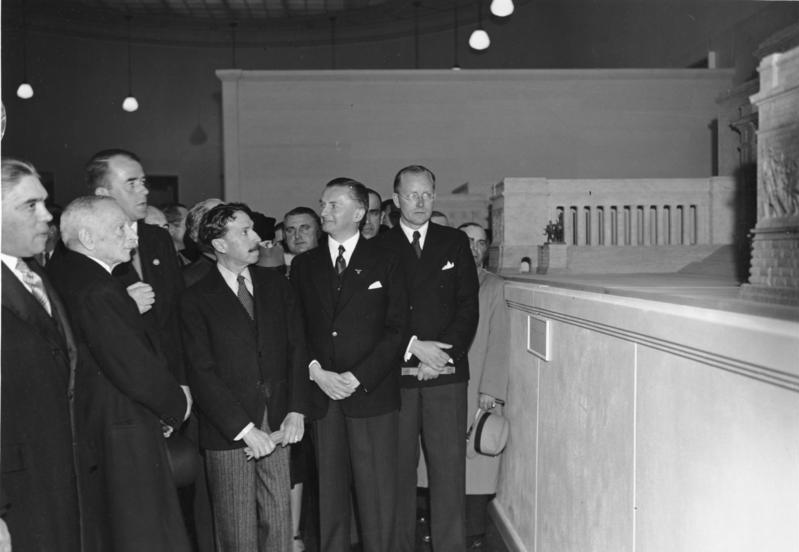
Speer (3.v.l.) und Rudolf Wolters (re.) in Lissabon, Präsentation der Modelle Welthauptstadt Germania 1942

Speers Selbstinszenierung in seinem Buch Erinnerungen trifft auch in anderen Punkten nicht zu. So habe er aus Idealismus auf Honorare verzichtet und sein Haus in Berlin-Schlachtensee sich nur mit finanzieller Unterstützung seines Vaters leisten können. Wegen seiner Nähe zu Hitler konnte er aber auf unbegrenzte Ressourcen zugreifen, da es für dessen Anordnungen keine staatliche Kontrolle gab. Speer nutzte dies aus. So stellte er 1942 die Modelle für das künftige Berlin vor, die später so genannten Germania-Pläne, wofür er 60.000 Reichsmark pro Monat erhielt, obwohl er für das Projekt nichts mehr tun musste. Noch wenige Tage vor Kriegsende flog er  zum „Führergeburtstag“ nach Berlin und ließ sich dafür 30.000 Reichsmark Reisekosten-Vorschuss auszahlen, obwohl für ihn keine Kosten anfielen. Umgerechnet wären das heute etwa 123.000 Euro. Dies war typisch für die NS-Spitzenfunktionäre, und zum Beispiel Göring machte daraus auch kein großes Geheimnis.
Für besonders spektakulär hält Brechtken die verbreitete Legende, dass Speer Hitlers Endphasenbefehle, Infrastrukturen in Deutschland zu zerstören, ignoriert habe und so das spätere Wirtschaftswunder ermöglichte. Besonders auffällig ist die Episode in Speers „Erinnerungen“, dass er angeblich kurz vor Kriegsende im Führerbunker diese Befehlsverweigerung Hitler gebeichtet und diesen mit Tränen in den Augen zurückgelassen habe, denn diese Szene erfand 1952 ein französischer Journalist. Speer befand sie als brauchbar und machte sie sich deshalb im Buch zu eigen.

## Rezeption
The Observer schrieb im April 1944 über Speer und seine Kollegen, dass diese beispielhaft für einen neuen
Typus des „erfolgreichen“ Durchschnittsmenschen mit konventionellen politischen Ansichten stehen, „der kein anderes Ziel kennt, als seinen Weg in der Welt zu machen, nur mittels seiner technischen und organisatorischen Fähigkeiten. […] Die Hitlers und Himmlers mögen wir loswerden, aber die Speers werden [noch] lange mit uns sein.“ Der ehemalige KZ-Internierte Jean Améry schrieb über Speer, dieser bereue „aufs Lukrativste“. Joachim Fest (1926–2006), der als redaktioneller Berater an Speers Veröffentlichungen und somit an seiner Selbststilisierung maßgeblich mitgewirkt hatte, äußerte später, Speer habe „uns allen mit der treuherzigsten Miene der Welt eine Nase gedreht.“

„Speer ist ein Prototyp für die gesellschaftliche Gruppe der Funktionseliten, die sich bewusst für Hitler entschieden und dem Nationalsozialismus durch ihre Fachkenntnisse erst seine eigentliche Dynamik gegeben haben. Ohne die ganzen Mediziner, Juristen und Verwaltungsfachleute hätte die Herrschaft gar nicht so gut funktionieren können. Speer war im Grunde nur einer der Engagiertesten, Ehrgeizigsten und Fleißigsten. Deswegen war er nach 1945 auch die ideale Figur für alle, die sagen wollten: „Ich habe zwar mitgemacht, aber von den Verbrechen habe ich nichts mitbekommen.“ Selbst Leute, die ganz vorne mitmarschiert sind, waren ja hinterher angeblich nicht beteiligt. Speer wusste wie alle anderen genau, was er getan hatte. Er hat das nachher sehr erfolgreich geleugnet und verdrängt.“

Die Sicht auf Albert Speer hat sich über drei Nachkriegsgenerationen verändert. Während sich die Kriegsgeneration mit Speers Unschuldslegende als ahnungslos identifizierte, konnte sich die „68er-Generation“ erst spät mit einer Erinnerungskultur durchsetzen, bevor es 2017 Magnus Brechtkens Bestseller und der von ihm mitgestalteten Nürnberger Sonderausstellung gelang, Speers Legende mit neuen wissenschaftlichen Erkenntnissen zu widerlegen. Doch auch die Familienerinnerungen der dritten und vierten Generation werden durch Filme wie Schindlers Liste beeinflusst. Darin gibt es weiterhin den „guten Nazi“, so wie Speer noch 2004 in dem Film Der Untergang gezeichnet wurde. Tatsächlich zeigt sich bei der vierten Generation aufgrund des zeitlichen Abstandes zum „Dritten Reich“ bereits ein Trend zu dessen Fiktionalisierung, Medialisierung und Virtualisierung wie in dem Roman Die Wohlgesinnten von Jonathan Littell, wo Speer auf über hundert Seiten auftritt, und in Timur Vermes’ Er ist wieder da sowie in dem Film Inglourious Basterds, wo die Realität auf den Kopf gestellt wird und Speer keine Rolle mehr spielt.

## Schriften
- Erinnerungen. Ullstein, Berlin 1969, ISBN 3-549-07184-1. (Platz 1 der Spiegel-Bestsellerliste in den Jahren 1969 und 1970)
- Spandauer Tagebücher. Propyläen, Berlin u. a. 1975, ISBN 978-3-549-17316-9. (Platz 1 der Spiegel-Bestsellerliste vom 15. September 1975 bis zum 15. Februar 1976) Viele weitere Ausgaben.
- Der Sklavenstaat. Meine Auseinandersetzung mit der SS. Ullstein, Berlin 1981, ISBN 978-3-421-06059-4. (Viele weitere Ausgaben)
- Die Kransberg-Protokolle 1945. Seine ersten Aussagen und Aufzeichnungen, Juni – September. Hrsg. Ulrich Schlie. F. A. Herbig, München 2003, ISBN 3-7766-2288-1.

### Sekundärliteratur

#### Zur Biografie
- Adelbert Reif: Albert Speer. Kontroversen um ein deutsches Phänomen. Bernard und Graefe, München 1978, ISBN 3-7637-5096-7.
- Matthias Schmidt: Albert Speer. Das Ende eines Mythos – Speers wahre Rolle im Dritten Reich. Scherz, München u. a. 1982, ISBN 3-502-16668-4. (Zugleich Diss., FU Berlin). (Mehrere Neuausgaben als Taschenbuch, zuletzt Netzeitung Berlin 2005)
- Gitta Sereny: Das Ringen mit der Wahrheit. Albert Speer und das deutsche Trauma. Aus dem Englischen übertragen von Helmut Dierlamm. Kindler, München 1995, ISBN 3-463-40258-0 (Neuausgabe 2005 bei Goldmann, München, ISBN 3-442-15328-X).
- Dan van der Vat: The good Nazi. The Life and Lies of Albert Speer. 1997 (deutsch: Der gute Nazi. Leben und Lügen des Albert Speer.) Aus dem Englischen übersetzt von Kurt Baudisch und Frank Jankowski. Henschel Verlag, Berlin 1997, ISBN 3-89487-275-6.
- Joachim Fest: Speer. Eine Biographie. Alexander Fest Verlag, Berlin 1999, ISBN 978-3-8286-0063-8. (Weitere Ausgaben v. a. als Taschenbuch) Rezension von Volker Ullrich in der Zeit. Nr. 39/1999.Volker Ullrich, Die Speer-Legende
- Heinrich Schwendemann: Architekt des Todes. In: Die Zeit Nr. 45/2004: „Im Herbst 1944 stand NS-Rüstungschef Albert Speer auf dem Höhepunkt seiner Macht. Auch heute noch gern zum »verführten Bürger« umgelogen, gehörte Speer tatsächlich zu den brutalsten Führern des Regimes.“
- Heinrich Breloer: Unterwegs zur Familie Speer. Begegnungen, Gespräche, Interviews. Propyläen, Berlin 2005, ISBN 3-549-07249-X.
- Joachim Fest: Die unbeantwortbaren Fragen. Notizen über Gespräche mit Albert Speer zwischen Ende 1966 und 1981. Rowohlt, Reinbek 2005, ISBN 3-498-02114-1.
- Margret Nissen unter Mitarbeit von Margit Knapp und Sabine Seifert: Sind Sie die Tochter Speer? DVA, München 2005, ISBN 3-421-05844-X.[98]
- Jonas Scherner, Jochen Streb: Das Ende eines Mythos? Albert Speer und das so genannte Rüstungswunder. In:  Vierteljahrschrift für Sozial- und Wirtschaftsgeschichte 93 (2006), S. 172–196.
- Adam Tooze, Yvonne Badal (Übers.): Ökonomie der Zerstörung. Die Geschichte der Wirtschaft im NS. Siedler, München 2007 (zuerst engl. 2006), ISBN 978-3-88680-857-1, passim, insb. S. 634 ff. Neuaufl. bpb (Schriftenreihe der Bundeszentrale für politische Bildung; Band 663), ISBN 978-3-89331-822-3. Neuauflage: Pantheon, München 2008, ISBN 978-3-570-55056-4. (Rezension bzw. zusammenfassendes Interview siehe Netzeitung und Die Zeit)
- Adam Tooze: Der Blitzkrieg, der keiner war. In: Die Zeit Nr. 27/2007.
- Alexander Kropp: Fälschungen auf der Spur: Hitlers „Lieblingsarchitekt“ Albert Speer und sein Diensttagebuch – ein Editionsprojekt. Ankündigung in Uni.vers: das Magazin der Otto-Friedrich-Universität Bamberg / UNIBA. – 7 (2007), S. 33ff.PDF-Dokument
- Ludolf Herbst: Speer, Berthold Konrad Hermann Albert. In: Neue Deutsche Biographie (NDB). Band 24, Duncker & Humblot, Berlin 2010, ISBN 978-3-428-11205-0, S. 644–646 (Digitalisat).
- Karl-Günter Zelle: Hitlers zweifelnde Elite. Goebbels – Göring – Himmler – Speer. Ferdinand Schöningh, Paderborn 2010, ISBN 978-3-506-76909-1.
- Martin Kitchen: Speer. Hitler’s Architect. Yale University Press, New Haven 2015, ISBN 978-0-300-19044-1.
- Isabell Trommer: Rechtfertigung und Entlastung. Albert Speer in der Bundesrepublik. Campus Verlag, Frankfurt 2016, ISBN 978-3-593-50529-9.
- Magnus Brechtken: Albert Speer. Eine deutsche Karriere. Siedler Verlag, München 2017, ISBN 978-3-8275-0040-3.[99][100]
- Roman B. Kremer: Autobiographie als Apologie. Rhetorik der Rechtfertigung bei Baldur von Schirach, Albert Speer, Karl Dönitz und Erich Raeder. (= Formen der Erinnerung 65). V&R unipress, Göttingen 2017, ISBN 978-3-8471-0759-0; Rezension hsozkult
- Wolfgang Schroeter: Albert Speer. Aufstieg und Fall eines Mythos. Ferdinand Schöningh, Paderborn 2018, ISBN 978-3-506-78913-6.
- Jürgen Brautmeier: Wie Albert Speer dem Galgen entging. Zur Genesis der Überlebensstrategie des Reichsministers für Rüstung und Kriegsproduktion im Mai 1945. In: Vierteljahrshefte für Zeitgeschichte 67, Heft 2, (2019), S. 289–306.

#### Zu Architektur und Stadtplanung
- Joachim Petsch: Baukunst und Städteplanung im Dritten Reich. München, Hanser 1976, ISBN 3-446-12279-6.
- Lars Olof Larsson: Die Neugestaltung der Reichshauptstadt. Albert Speers Generalbebauungsplan für Berlin. Hatje, Stuttgart 1978, ISBN 3-7757-0127-3.
- Léon Krier: Albert Speer: Architecture 1932–1942. Les Archives d’Architecture Moderne, Brüssel 1985, mit einer Einleitung von Lars Olof Larsson, ISBN 978-2-87143-006-3 (englisch, französisch).
- Susanne Willems: Der entsiedelte Jude. Albert Speers Wohnungsmarktpolitik für den Berliner Hauptstadtbau. Edition Hentrich, Berlin 2002, ISBN 3-89468-259-0.
- Heinrich Schwendemann: „Drastic Measures to Defend the Reich at the Oder and the Rhine…“ A forgotten Memorandum of Albert Speer of 18 March 1945. In: Journal of Contemporary History. 38. Jahrgang 2003, S. 597–614.
- Dietmar Arnold: Neue Reichskanzlei und „Führerbunker“. Legenden und Wirklichkeit. Links, Berlin 2005, ISBN 3-86153-353-7.
- Lars Olof Larsson, Ingolf Lamprecht: „Fröhliche Neugestaltung“ oder: Die Gigantoplanie von Berlin 1937–1943. Albert Speers Generalbebauungsplan im Spiegel satirischer Zeichnungen von Hans Stephan. Ludwig, Kiel 2009, ISBN 978-3-937719-69-6.
- Frederike Lausch: Faschismus und Architektur. Max Bächers Auseinandersetzung mit Albert Speer, Weimar: M Books 2021 (CCSA Topics; 2), ISBN 978-3-944425-15-3.
- Sebastian Tesch: Albert Speer (1905-1981) (= Hitlers Architekten. Band 2). Böhlau, Wien, Köln, Weimar 2016, ISBN 978-3-205-79595-7.

### Ausstellung
Im Nürnberger Dokumentationszentrum Reichsparteitagsgelände war vom 28. April 2017 bis 6. Januar 2018 die Ausstellung Albert Speer in der Bundesrepublik. Vom Umgang mit deutscher Vergangenheit zu sehen. Dazu erschien der Ausstellungsband von Martina Christmeier und Alexander Schmidt (Hrsg.): Albert Speer in der Bundesrepublik. Teil der Ausstellung waren auch Video-Interviews mit Historikerinnen und Historikern, die in den letzten Jahren und Jahrzehnten Studien zur Rolle Albert Speers im Nationalsozialismus vorgelegt haben. Sie beantworten die Fragen, die Speer nicht beantworten wollte. Diese Videos sind auch auf der Website des Dokumentationszentrums Reichsparteitagsgelände verfügbar. Im September 2020 wurde bei Google Arts & Culture auch ein virtueller Rundgang durch die Ausstellung veröffentlicht.

### Film und Funk
- Heinrich Breloer (Buch und Regie): Speer und Er. Dokudrama. Deutschland, 2004.
- Artem Demenok (Buch und Regie): Welthauptstadt Germania. Dokumentation. Deutschland, 2005.
- Annette von der Heyde: Albert Speer und der Traum von Hollywood. Dokumentation. Deutschland, 2021. (Link des Senders. Länge: 44 Min. Zur amerikanischen Fernsehserie Inside the Third Reich, 1982, nach einer Biografie Speers von E. Jack Neuman, Drehbuch; Marvin J. Chomsky, Regie)
- Reinhard Knodt: Speer und Wir. Radiodokumentation, Bayerischer Rundfunk. Deutschland, 2005.
- Marcel Ophüls – The Memory of Justice (dt.: Nicht schuldig?, Dokumentarfilm von 1976, in dem Speer über längere Strecken zu Wort kommt.)
- Nigel Paterson (Regie): Nürnberg – Die Prozesse – Albert Speer – Karriere ohne Gewissen. Großbritannien, 2006, 59 Min. Deutsche Fassung BR. (Doku-Drama, das Augenzeugenberichte und Archivmaterial mit nachgespielten Szenen verbindet.)
- Geheimnisse des „Dritten Reichs“. 6., Speers Täuschung. ZDF, Dokumentation. Deutschland, 2011.
- 2015: Speer, Architektur und/ist Macht, Theatermonolog von „Gli Eredi“, mit Ettore Nicoletti, Text von Kristian Fabbri. Der Text erhielt den Preis „Autori Italiani – 2015“ in der Abteilung Monologe von der Stiftung Theater Carlo Terron.
- Stephan Krass: Der Speermann. Hörspiel mit Matthias Brandt und Caroline Junghanns. Südwestdeutscher Rundfunk (SWR). Deutschland, 2015.
- Vanessa Lapa: Speer Goes to Hollywood. Dokumentarfilm. Israel, 2020. (Dokumentation auf der Grundlage von Tonaufnahmen von Speers Zusammenarbeit mit dem Drehbuchautor Andrew Birkin an einem letztlich nie realisiertem Biografiefilm.)